# プラスチックリサイクル
プラスチックリサイクルは、プラスチック廃棄物を埋立や焼却処分せず、新たなプラスチック製品の製造材料とすることをいう。リサイクルは埋立地への依存を減少させ、資源を保護し、プラスチック汚染と温室効果ガス排出から環境を守る。廃棄物ヒエラルキーではプラスチック廃棄物のリサイクルは廃棄物削減や再利用よりも低レベルとみなされているが、すでに数十億トンものプラスチック廃棄物を人類が積み上げてしまった現状では優先度の高い廃棄物対策である。何故ならすべてのプラスチック廃棄物は適正に回収リサイクルしない限りいかなる場合も環境に非常に有害だからである。埋立や焼却処分は温暖化ガスのみならず時にはダイオキシンなど毒物の排出を伴いうる。自然環境への放散は環境上の大災害であるプラスチック汚染をすでに地球規模で引き起こしている。
プラスチックのリサイクル率は、アルミニウム、ガラス、紙など他の再生可能な材料に比べて低いままにとどまっている。2015年までに世界が廃棄した約63億トンのプラスチックのうちわずか9%しかリサイクルされておらず、そのうち約1%しか複数回リサイクルされていない。12%は焼却され温暖化ガスの二酸化炭素となり、残りの79%は埋立処分または海洋などの自然環境に流出した。2015年の研究によれば約800万トンの廃プラスチックが毎年海洋に流入している。
日本ではようやく2024年6月になって、大量のプラスチック製品を生産する製造業にリサイクル材使用目標の設定やその実績の報告を義務化する方針を発表した。単なる努力目標にとどまり実効性のない実態を解消し、2025年通常国会で資源有効利用促進法をより規制強化されたものへ改正することを目指すとしている。しかしその一方でその基盤となる各地方自治体でのプラスチックリサイクル回収率はきわめてまちまちで、リサイクル回収に高い努力目標を設定実行し実績を上げている自治体もあれば、人口が多いにもかかわらずそのような努力をせず十分リサイクル可能なプラスチックでも埋立処分している自治体もあるのが現状である。
リサイクルを含めプラスチック廃棄物を出さないことは、個々人ですべきこととしてプラスチック汚染のみならずその焼却から発生する二酸化炭素による地球温暖化（「焼却」の項目を参照）に対する観点から極めて重要かつ効果の大きい行動である。2021年の日本の廃プラスチック総排出量は823万トンでその内訳は一般廃棄物が424万トン・産業廃棄物が399万トンと過半数（51.5%）が一般消費活動から発生しており、さらにその77.4%が包装材である。すなわち個々人の努力によるプラスチック包装材の削減だけで、日本の総プラスチック廃棄物の約40%が削減可能である。

## プラスチック廃棄物の収集と分別

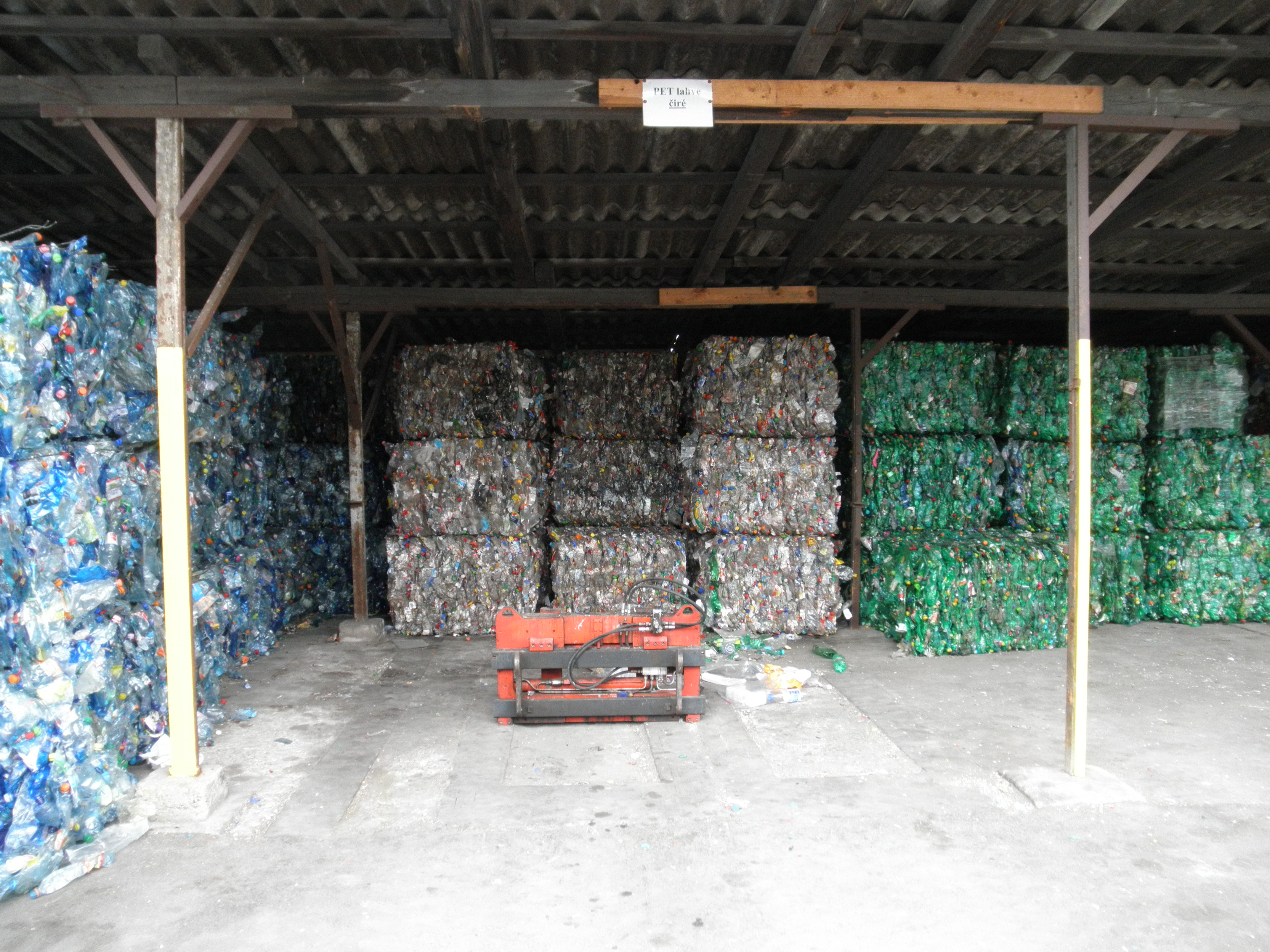
色別に分別された回収PETボトルの圧縮束（青、無色、緑）- チェコ共和国、オロモウツ。

プラスチック廃棄物を減少させることはリサイクルをサポートし、再利用とともに「3R」（削減 reduce、再利用 reuse、リサイクル recycle）というキーワードで呼ばれる。 近年は３Rのさらに上位にあるもうひとつのRすなわち（プラスチック製品の購入、受け取り、使用の）拒否 refuseを追加した「4R」というキーワードがより一般的になりつつある。

### 収集
家庭ごみなどの都市廃棄物収集の一般的な形態には、路上収集とリサイクルセンターへの持ち込みがある。米国では人口の87％（2億7300万人）が両方を利用でき、63％（1億9300万人）が路上収集を利用できる。路上収集では指定された種類のプラスチックの廃棄物をリサイクル回収箱に入れて清掃会社によって運搬する。 ほとんどの路上収集ではポリエチレンテレフタラートおよび高密度ポリエチレンは回収可能である。 リサイクルセンターは米国の68％の人口（2億1300万人）がリサイクル可能な廃棄物を持ち込める。 収集されたプラスチックはリサイクル原料としての製品価値を高めるため、単一プラスチック材料ごとに仕分けされるための材料回収施設（MRF）で仕分けられ、再生業者への配送コストを削減するために圧縮包装される。　
2019年5月21日、消費者から包装を回収し再利用する「Loop」と呼ばれる新しいサービスモデルが、多くの大手企業の支援を受けて米国のニューヨーク地域で開始された。消費者は特別な発送用のトートバッグにパッケージを入れ、それから回収、洗浄、リフィル、再利用される。 このサービスは数千世帯から始まり、使い捨てプラスチック使用を止めるだけでなく、さまざまな材料の消費者製品容器をリサイクルすることを目指している。 2023年現在日本でも事業展開されている。
TerraCycleは数多くの一般消費者向け製品のメーカーと提携し、包装材のみならずその製品から発生するあらゆる廃棄物をリサイクル・転用するというビジネスで収益を上げている。一般の地方自治体では通常リサイクル回収しないようなプラスチック廃棄物（例：衣類、使用後のカプセル式コーヒーの残骸）も対象として、各家庭ごとに訪問回収するサービスプログラムを実施している。

### 再利用
再利用可能な包装材は、耐久性のある材料で製造され、複数回の使用と長寿命のため特別に設計されたものである。その目的で選ばれた製品のためのゼロウェイストを謳う商店やリフィルショップ 、従来からのスーパーマーケットで、再利用可能プラスチック包装された製品の詰め替え販売や、無包装または持続可能な包装製品の販売を実施する店舗などがある。

### 分別
プラスチックの分別は他のリサイクル材料よりもはるかに複雑である。ガラスは3種類（無色、緑、褐色）、金属は通常鉄またはアルミニウムの2種類であり、磁石や渦電流分離器(ECS)を使用して容易に分離できる。紙は通常分離せずそのまま再生工程に送られる。それらに対しプラスチック廃棄物は約75%が６種類ものプラスチック素材（ポリマー）であり、残りはポリウレタンや化学構造の異なる合成繊維などさらに様々な種類のプラスチック素材から成る。さらに、たとえ同じ種類のプラスチック素材から作られた製品であっても、それらが含んでいる添加剤が異なるため互換性がない場合さえある。添加剤は安定剤や充填材などプラスチック素材に混合し素材性能や商品価値を向上させるためのものである。そしてリサイクル上最も障害となるのは染料（製品の色）である。　透明なプラスチックはリサイクル後にいかなる着色もでき価値が最も高いが、黒や濃い色のプラスチックはそれが不可能なため価値が低い。このことから、通常はプラスチック廃棄物はプラスチック素材の種類と色の両方で分別される。
各種分別方法と技術が開発されており さまざまな方法で組み合わせることができるが、 実用上はどれも100%の効率ではない。  分別の正確性はリサイクルを実施する各家庭や自治体、業者によって異なるため、現実の市場ではリサイクル製品が標準化できない状況であり、プラスチックリサイクルの障害の一つとなっている。
米国ではプラスチック廃棄物をその素材で分別することはあっても（プラスチック識別コードの章参照）、そのプラスチック製品が何であるかでは（例えばボトルと包装材）通常分別していない。逆に日本では通常PETボトルを除きプラスチック廃棄物をその材質では分別していないが、地方自治体によっては製品の種類での分別を徹底することでゼロ・ウエイストを目指している。徳島県上勝町ではプラスチック廃棄物はその製品区分や状態により5種類に分別している。　

#### 手作業
リサイクルセンターで実施する手作業分別では、作業員がコンベアベルトからリサイクル不適な廃棄回収品を取り除く。技術レベルと設備投資は低くて済むが人的コストが高く、労働環境は不衛生なことがある。　多くのプラスチック製品に識別コードが付いていても作業員はそれを探し解読する余裕がほとんどないため、効率性と分別一貫性の問題が付きまとう。高度な自動化装置を備えた分別施設であっても、手作業は自動化分別のエラーや装置トラブルに対処するために残されている。

#### 密度分別
|                            | 密度 (g/cm3) |
| ポリ塩化ビニル             | 1.38-1.41    |
| ポリエチレンテレフタレート | 1.38-1.41    |
| ポリスチレン               | 1.04-1.08    |
| 高密度ポリエチレン         | 0.94-0.98    |
| 低密度ポリエチレン         | 0.89–0.93    |
| ポリプロピレン             | 0.85-0.92    |
| 発泡ポリスチレン           | 0.01-0.04    |

プラスチックは、それらの密度の違いを利用して分離することができる。まずプラスチックを同じサイズのフレークに粉砕、洗浄、乾燥し、重力で分離する。 これにはエア・クラシファイアまたはハイドロサイクロン分離機を使用するか、または湿式フロート・シンク法を用いられる。 これらの方法では、異なるプラスチック素材でも近い密度を持っている場合100％の分別にはならない。 具体的にはポリプロピレンと低密度ポリエチレン、およびポリエチレンテレフタラートとポリ塩化ビニルの分別は困難である。（表を参照）分別できないまま溶融されたポリプロピレンとポリエチレンの混融物は混合ポリオレフィン（MPO）として、価値は下がるものの製品に再生されることがあるが、 　ポリエチレンテレフタラートとポリ塩化ビニルの混融物は通常はリサイクルできない。さらにプラスチックに充填材が含まれている場合、これはその密度に影響を与えることがある。

#### 静電分離
摩擦帯電効果により粉砕プラスチックを帯電処理すると、異なるプラスチック素材は異なる程度で帯電する。これをそれぞれの帯電量に応じて電場を通過させ分別された収集器に導く。粉砕プラスチックは乾燥している必要があり、サイズと形状が均一でなければならない。 静電分離は密度分別と補完的であり、これらを組み合わせるとプラスチック素材はほぼ完全に分離できるが、 色は混ざったままである。

#### 分光学的分離

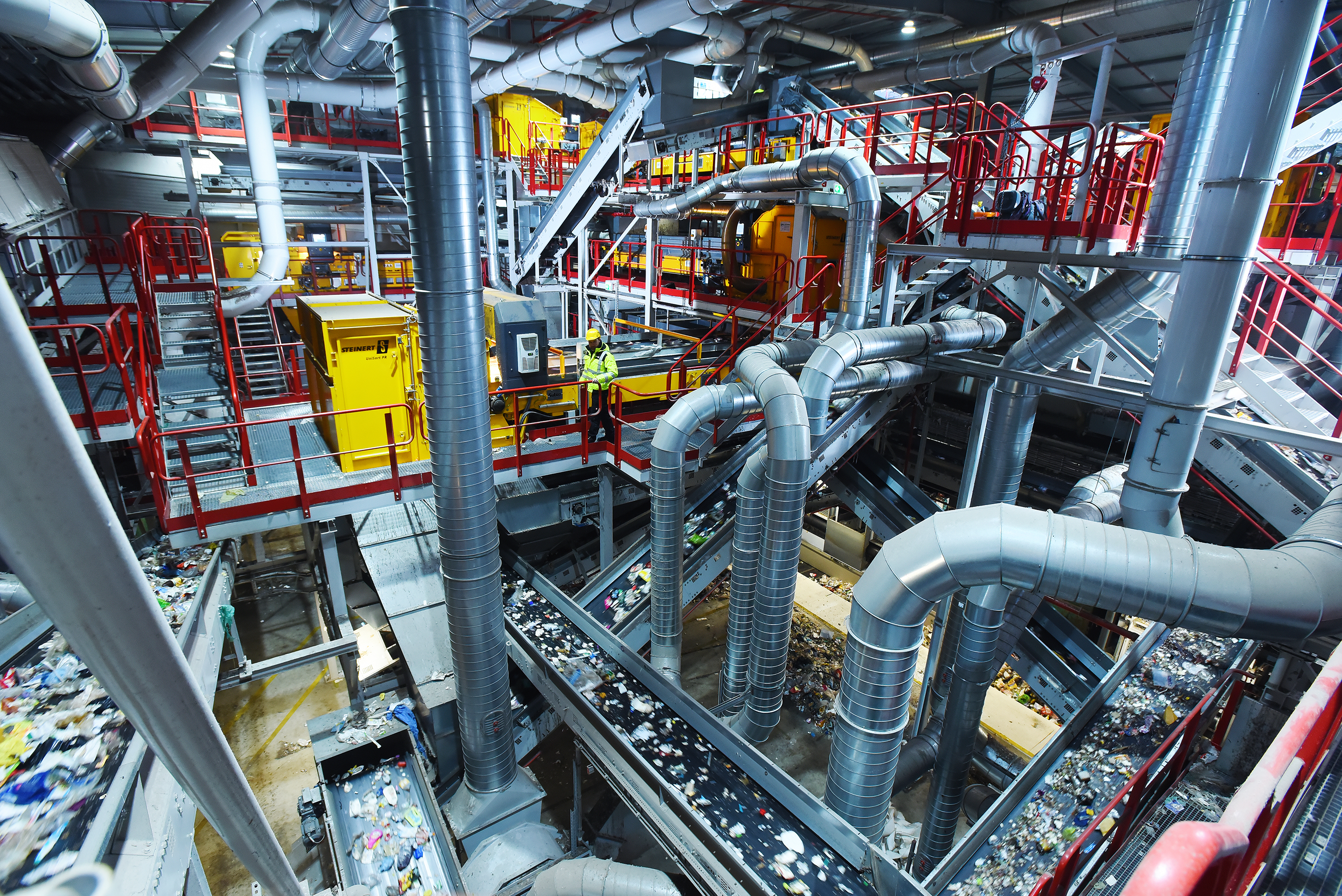
光学分離を使用した先進的なリサイクルプラント

このアプローチは主に自動化されており、さまざまなセンサーがコンピュータに接続され、プラスチック廃棄物を分析し、それらを適切なシュートやベルトに分別誘導する。 近赤外分光法はポリマータイプを区別するために使用できるが、 黒や濃い色のプラスチック、またプラスチックコーティングされた紙や多層包装などの複合材料は誤った読み取りを生じる可能性がある。近赤外分光法の後、カラーソーターやハイパースペクトルイメージングなどで色で分離できる。これらセンサー分別装置は導入コストが高いが最高の回収率を持ち、より高品質なリサイクル原料を生産する。

### スクラップ
プラスチック製品の製造途中で発生するプラスチック残滓などはスクラップまたはポストインダストリアルレジンとも呼ばれ、製造直後に回収されるため汚染がなく種類とグレードがわかっており、したがって価値が高い。スクラップは一般消費者由来のプラスチック廃棄物とは通常は異なるルートで処理され主に個人取引されるため、廃棄物に関する公式の統計には通常含まれない。

## リサイクル方法
2022年の日本におけるプラスチックのリサイクル方法 	
プラスチックのリサイクル方法は3つにわけられる。

### マテリアル リサイクル
熱可塑性樹脂の場合、熱を加えれば簡単に融かすことができ、再度成型し直して再利用できる。
分別、不純物の除去が課題となる。繰り返すたびに次第に劣化する。

### ケミカル リサイクル
熱分解を通して、油化、ガス化、炭化を行う。生成された熱分解油やガスは再度プラスチック原料として使える他、燃料としての使用も考えられる。
原料に塩素などが含まれている場合、設備に深刻な腐食を起こしたり、熱分解油に有害物質が含まれたりする。これを防ぐため均一で質の高い廃プラスチックが必要であり、家庭ごみのリサイクルには基本的に用いられない。

### サーマル リサイクル
焼却する。当然二酸化炭素をはじめとする排気ガスが生じる。焼却の際生じる熱で発電を行えるが、その効率は石炭火力発電に比べても著しく低い。

## リサイクル率

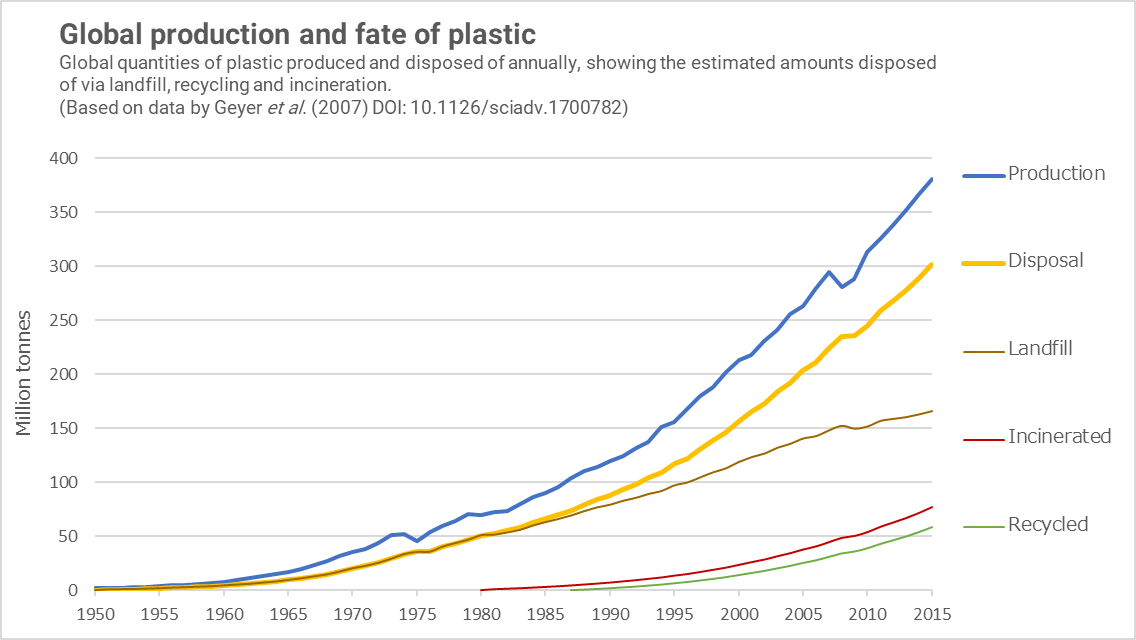
年間に生産され、処分されるプラスチックの世界的な数量（1950年から2015年まで）、埋立地、リサイクル、焼却を通じて処分された推定数量を示す。

2015年までの世界全体で生産されたプラスチックの総量は、推定で83億トンであり、 このうち約63億トンが廃棄物として捨てられ、そのうち約79%が埋立地や自然環境に蓄積され、12%が焼却されて温暖化ガスの二酸化炭素となり、わずか9%がリサイクルされた。全プラスチックのうち複数回リサイクルされたのはわずか約1%に過ぎない。 2017年でも、生産された90億トンのプラスチックのうち、リサイクルされたのはわずか9%であり、　紙、金属、ガラスなどに比べて低い。プラスチックの低いリサイクル率の一因は、その材料の性質が貧弱で不一致であることからくる需要の低さにある。 その問題を回避するため包装材料の混合を最小限にし、回収プラスチックに付着している食品残渣などの不純物を洗浄することで、リサイクルできる廃棄物の割合を増加させることができる。プラスチックリサイクラー協会は「リサイクル可能性のための設計ガイド」を発行している。
最も一般的に生産されるプラスチック消費者製品には、低密度ポリエチレン製のパッケージ（レジ袋、容器、食品包装フィルムなど）、高密度ポリエチレン製の容器（ミルクボトル、シャンプーボトル、アイスクリーム容器など）、およびポリエチレンテレフタレート製の製品（水や他のドリンクのボトルなど）があり、これら使い捨て製品はプラスチック生産の約36%を占めている。建築、衣類、車両、電気製品などでの使い捨てではないプラスチックの使用も、プラスチック市場の相当なシェアを占めている。
毎年リサイクルまたは焼却される割合は増加していても、廃棄物トン数は増える一方なのでリサイクルされない廃棄物のトン数も増加し続けている。研究によれば、生産量は2040年までに年間約800百万トンに達する可能性があるが、すべての実現可能な介入が実施されれば、2016年時点のプラスチック汚染で計算した量の40%が削減できる可能性があるとされた。
プラスチックは種類によりそれぞれ異なる化学的および物理的特性を持っているため、分別および再処理のコストに影響を与え、結果として種類ごとにリサイクル率は異なり、回収材料の価値と市場規模にも影響を与える。 具体的にはポリエチレンテレフタレートと高密度ポリエチレンはリサイクル率が最も高いが、ポリスチレンとポリウレタンはほとんどリサイクルされない。

### 国ごとのプラスチック処理実績
世界各国の一部はプラスチックのリサイクル率に関する国全体の公式統計を公表しているが、人口中心地に限定された部分的なリサイクル率しか集計していない国もあるため、国々の間の正確な比較を行うのは困難である。
| 国                 | 年間のプラスチック廃棄物 (Mt) | 一人一日当たりの廃棄物 (Kg) | リサイクル率 | 焼却（エネルギー回収あり） | 埋め立てとエネルギー回収なしの焼却 | 注記                     |
| ------------------ | ----------------------------- | --------------------------- | ------------ | -------------------------- | ---------------------------------- | ------------------------ |
| 中国               | 59.08                         | 0.12                        | -            | -                          | -                                  | 公式統計なし             |
| 米国               | 37.83                         | 0.34                        | 8%           | 14%                        | 78%                                | EPAによる情報            |
| 全欧州連合*        | 24.7                          | 0.15                        | 24%          | 34%                        | 42%                                |                          |
| ドイツ             | 14.48                         | 0.48                        | 33%          | 65%                        | 2%                                 |                          |
| ブラジル           | 11.85                         | 0.17                        | -            | -                          | -                                  | 公式統計なし             |
| 日本               | 7.99                          | 0.17                        | 27%          | 49%                        | 24%                                |                          |
| パキスタン         | 6.41                          | 0.10                        | -            | -                          | -                                  | 公式統計なし             |
| ナイジェリア       | 5.96                          | 0.10                        | 12%          | 0%                         | 88%                                | 見積もり値               |
| ロシア             | 5.84                          | 0.11                        | 6%           | 0%                         | 94%                                | 世界銀行の推計 (2013 年) |
| トルコ             | 5.60                          | 0.21                        | 5%           | 0%                         | 95%                                | 見積もり値               |
| エジプト           | 5.46                          | 0.18                        | -            | -                          | -                                  | 公式統計なし             |
| インドネシア       | 5.05                          | 0.06                        | 19%          | 0%                         | 81%                                | 見積もり値               |
| 英国               | 4.93                          | 0.21                        | 23%          | 8%                         | 69%                                |                          |
| スペイン           | 4.71                          | 0.28                        | 23%          | 17%                        | 60%                                |                          |
| フランス           | 4.56                          | 0.19                        | 18%          | 40%                        | 42%                                |                          |
| インド             | 4.49                          | 0.01                        | 42%          | 18%                        | 40%                                | 見積もり値               |
| 世界のその他の地域 | 60.76                         | -                           | -            | -                          | -                                  | 公式統計なし             |
| 世界合計           | 245.00                        | 0.10                        | 16%          | 22%                        | 62%                                |                          |

* 正式には「国」ではないが、リサイクルに影響を与える法律は EU レベルで制定されることがよくある。
2012年には、欧州連合で25.2メガトンのプラスチックが消費され、そのうち62%（15.6メガトン）が回収され、40%（9.6メガトン）が市町村固形廃棄物（MSW）として処分された。回収されたプラスチック廃棄物の15.6メガトンのうち、約6.6メガトン（消費量の26％）がリサイクルされたものの、残り（約9メガトン）はおそらくrefuse-derived fuel (RDF)へ転換されたり焼却（エネルギー回収使用分含む）された。

## プラスチック廃棄物の組成
プラスチック廃棄物はさまざまなタイプのプラスチック材料（ポリマー）から構成されている。それらのうちポリオレフィンはプラスチック廃棄物の50%近くを占め、廃棄物の90%以上が再溶融できる熱可塑性ポリマーである。
Template:Div flex row
| 重合体（ポリマー）               | 廃棄物発生量（Mt） | 全プラスチック廃棄物に占める割合 | ポリマーの種類 | 熱特性   |
| -------------------------------- | ------------------ | -------------------------------- | -------------- | -------- |
| 高密度ポリエチレン (HDPE)        | 64                 | 19.8%                            | ポリオレフィン | 熱可塑性 |
| 低密度ポリエチレン (LDPE)        | 45                 | 13.9%                            | ポリオレフィン | 熱可塑性 |
| ポリプロピレン (PP)              | 62                 | 19.1%                            | ポリオレフィン | 熱可塑性 |
| ポリスチレン (PS)                | 19                 | 5.9%                             | ポリオレフィン | 熱可塑性 |
| ポリ塩化ビニル (PVC)             | 17                 | 5.3%                             | ポリオレフィン | 熱可塑性 |
| ポリエチレンテレフタレート (PET) | 35                 | 10.8%                            | 縮合重合体     | 熱可塑性 |
| ポリウレタン (PUR)               | 18                 | 5.6%                             | 縮合重合体     | 熱硬化性 |
| PP&A繊維（衣類）                 | 51                 | 15.7%                            | 縮合重合体     | 熱可塑性 |
| その他すべて                     | 12                 | 3.7%                             | 各種           | 各種     |
| 合計（添加物を除く）             | 324                | 100%                             | -              | -        |

Template:Div flex row end

## プラスチック識別コード

ポリマータイプ別の世界的なプラスチック廃棄物発生量。色はリサイクル可能性を示す。青は広くリサイクルされ、黄色は時折リサイクルされるが、赤は通常リサイクルされない。

多くのプラスチック製品にはそれらが作られたポリマータイプを識別するシンボルマークがついている。そのうち1988年にアメリカのプラスチック工業協会（現在のプラスチック工業協会）によって開発された樹脂識別コード（RIC）は国際的に使用されており、2008年以降は標準組織のASTMインターナショナルによって管理されている。　RICはすべての国で義務付けられているわけではないが、多くの製造業者が自主的に製品にRICマークを付けている。米国では半数以上の州でプラスチック製品が識別可能であることを求める法律が制定されている。  RICコードは最も一般的な商品プラスチック6つと、その他すべてのポリマータイプを意味する1つから成る。 RICのシンボルマークはリサイクルを意味する3つの矢印の回るデザインではあるが、このマークがついていてもいつもリサイクルできるとは限らないことは批判されている。 RICは人間が手作業分別する際には識別に必要だが、分別を機械自動化しているリサイクル施設（「プラスチック廃棄物の分別」の章を参照）では必要ではない。
| プラスチック識別コード | プラスチックポリマーの種類                      | 特性                                                       | 一般的な用途 | 融点およびガラス転移温度 (°C)                                           | ヤング率(GPa)                       |
| ---------------------- | ----------------------------------------------- | ---------------------------------------------------------- | --- | ----------------------------------------------------------------------- | ----------------------------------- |
|                        | ポリエチレンテレフタレート(PET)                 | 透明度、強度、靱性、ガスや湿気の遮断                       | ソフトドリンク、水、サラダドレッシングのボトル。ピーナッツバターとジャムの瓶。アイスクリームコーンの蓋。小型の非産業用電子機器                                 | Tm = 250; Tg = 76                                                       | 2–2.7                               |
|                        | 高密度ポリエチレン(HDPE)                        | 剛性、強度、靱性、ガスや湿気の遮断                         | 水道管、ガスと消防のパイプライン、電気と通信の導管、大型バケツ、牛乳、ジュース、水のボトル、食料品の袋、一部のトイレタリー製品ボトル                           | Tm = 130; Tg = −125                                                     | 0.8                                 |
|                        | ポリ塩化ビニル(PVC)                             | 多用途性、ブレンドの容易さ、強度、靭性。                   | 非食品用のストレッチラップ、場合によってはブリスター包装。包装以外の用途には、電気ケーブルの絶縁、硬い配管、ビニールレコードなど。                             | Tm = 240; Tg = 85                                                       | 2.4–4.1                             |
|                        | 低密度ポリエチレン(LDPE)                        | 処理の容易さ。強さ、柔軟性。密封の容易さ。湿気の遮断。     | レジ袋。練り歯磨きなど絞れるボチューブボトル、粘着フィルム。フレキシブルコンテナの蓋                                                                           | Tm = 120; Tg = −125                                                     | 0.17–0.28                           |
|                        | ポリプロピレン(PP)                              | 強さ、熱・化学薬品・グリース・油に対する耐性。湿気の遮断。 | 再利用可能な電子レンジ対応の食器または持ち帰り用の容器。台所用品、ヨーグルトやマーガリンなどの市販容器。使い捨てのカップと皿。ソフトドリンクボトルのキャップ。 | Tm = 173; Tg = −10                                                      | 1.5–2                               |
|                        | ポリスチレン(PS)                                | 多用途性、透明性、容易に形成、容易に発泡                   | 卵パック、使い捨て食器（発泡スチロールカップ、皿、トレイ、フォーク、スプーンなど）。発泡食品容器。梱包の緩衝材                                                 | Tm = 240 (イソタクチック); Tg = 100 (アタクチックおよびイソタクチック ) | 3–3.5                               |
|                        | その他 (しばしばポリカーボネート またはABS樹脂) | ポリマーまたはポリマーの組み合わせによる                   | 飲料ボトル、哺乳瓶。コンパクトディスク、「割れない」ガラスやレンズ (サングラスを含む)、電子機器のハウジング、計器パネル。                                      | ポリカーボネート: Tm = 225 Tg = 145;                                    | ポリカーボネート: 2.6; ABS樹脂: 2.3 |

欧州連合もABS樹脂およびポリアミドを含む同様の9つのコードリストを使用している。　
日本では一般消費者プラスチック製品のうちPETボトルのみ上記RICコードマーク（01PET）がついており、ほかのプラスチック廃棄物から分別しなければならないと法令で定められているが、　それ以外のプラスチックには通常RICコードでの標識はなく、一部を除きリサイクル識別表示マーク（「プラマーク」）が使用されている。プラマークには材質を併記するものとされているが、実際に市中に出回っているプラマーク付き製品の多くに材質併記はなく、材質での分別を不可能にしている。

### 識別コード対象外のプラスチック廃棄物と、その「リサイクル」の欺瞞
プラスチック汚染で悪名高いプラスチックバッグ（レジ袋）や菓子袋、包装フィルムなどはそれらの薄い形状が路上収集およびリサイクルセンターでの分別作業の障害になるため、一般家庭ごみの路上収集などではリサイクル回収の対象になっておらず、RICマークもついていない。しかしそれらのうち、引っ張ると伸びるような材質はたいてい高密度ポリエチレン（RICコード02）か低密度ポリエチレン（RICコード04）で、　十分リサイクル可能であり、このタイプの薄手プラスチック廃棄物で汚れがないもののリサイクルを実施しているプログラムもある。　引っ張っても伸びずごわごわした材質のものは材質上リサイクルできない。　
多くの各地域のスーパーマーケットなどでは、これら袋やフィルム状のプラスチック廃棄物を収集する専用の「リサイクルボックス」を設置している。　しかしABCニュースの追跡調査によれば現実にはこれらはリサイクルでもなんでもなく、このボックスに回収されたレジ袋の大半は埋め立てか焼却、または東南アジアへの廃棄物輸出の運命をたどった。　

## マテリアルリサイクル

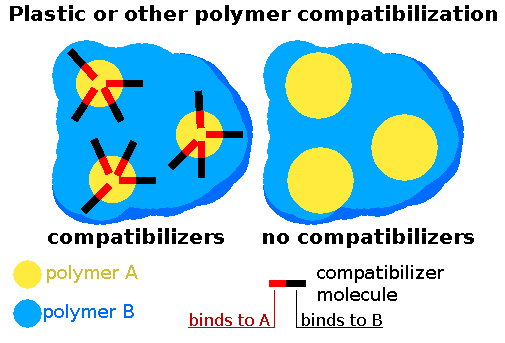
相溶化剤によるポリマーの相溶化。図中で黄色と水色はそれぞれ異なるポリマーAとBであり、赤黒の棒状のものは相溶化剤であり、赤色の部分はポリマーAに親和性があり、黒色の部分はポリマーBに親和性がある。このようにして相溶化剤はポリマーAとBをつなげる働きにより混和させる。同様にして油滴を水に溶けるようにするものが界面活性剤である。

ほぼすべてのリサイクルは機械的な方法である。まずプラスチックを色やプラスチックのタイプで分別する必要があり、これは複雑でコストがかかる。高レベルのリサイクルプロセスであっても、分別と回収品洗浄の過程でマイクロプラスチックが塵埃や排水中に放散し、実質的にはプラスチック廃棄物が自然環境に流出するので、排水のろ過装置等が必要である。
分別されたプラスチック廃棄物は溶融して次の製品材料として再形成するが、この工程ではプラスチックの化学構造である重合体の劣化を伴う。また、分別が完全でなくプラスチックのタイプが混じったまま溶融再形成すると一貫性のない特性となり、再使用材料としての市場価値が低下する。 　いずれにしても機械的リサイクルでは食品接触基準を満たすようにリサイクルするのは非常に難しい。
プラスチック廃棄物の大部分は熱可塑性ポリマーで構成されており、再溶融および再形成できる。これは世界的にも最も一般的なリサイクル形態であり多くの国では唯一の実践形態である。最も単純で経済的な技術であり、他のリサイクルプロセスよりもカーボンフットプリントが小さくて済む。　しかし以下に述べるいくつかの理由で再形成後の品質を低下させ、その適用範囲を制限することが避けられない。
プラスチックはポリマータイプにより150-320°C（300-610°F）で溶融されるが、  この高温条件でポリマーの一部が熱分解し再生品の性能が劣化することがある。 同時にその分解に伴い揮発性の低分子量化合物が生成し、望ましくない臭い、および変色を引き起こすこともある。回収プラスチックに含まれている添加剤はこの劣化を促進しうる。例えば、プラスチックの自然環境下での分解性を向上させるためのオキソバイオデグラダブル添加剤は、当然ながら高温条件下での熱分解も促進する。 難燃化剤も同様の望ましくない効果を持つことがある。
これらの問題の多くには技術的な解決策があるが費用がかかる。先進的なポリマー安定化剤はプラスチックを熱再処理のストレスから保護する。 揮発性の劣化生成物はさまざまな脱揮発技術によって除去できる。難燃化剤は化学処理によって除去でき、 損傷を与える金属添加剤は金属イオン不活性化剤で処理できる。また、混合プラスチックの特性は相溶化剤で改善できる。 相溶化剤は異なるポリマータイプ間の相溶性と結合を向上させ、より均質で機械的特性が向上した製品になるように設計された添加剤だが、通常は特定の2種類のプラスチックタイプの組み合わせに最高の性能を発揮するように設計されている。平易に言えばポリマーAとBの混合物で使用する相溶化剤はポリマーAとCの混合物では性能を発揮できず、一般的には相溶化剤ですべてのプラスチック組み合わせの問題を解決することはできない。そこで単なる相溶化でなく異なるプラスチック分子の間に共有結合を作ることで、本来混和しないプラスチックの混合物を強固な一体構造にする添加剤も開発されている。
再生製品の品質はプラスチック材料の分別がどれだけ完全に行われたかに大きく依存する。多くのポリマーは溶融状態で互いに混じりあわないため、再処理中に油と水のように相分離する。そのような混じり合わないポリマー混合物から作られた製品には、それら混じり合っていないポリマー間の境界部分で機械的な強度が著しく低下する。また、ポリマー間の化学反応による劣化も起こりうる。例えばポリ塩化ビニルは塩化水素を発生し、ポリエチレンテレフタラート（PET）など縮合重合体プラスチックの縮合部分の化学結合の切断を引き起こす。　日本の一般消費社会ではあまり認識されていないが、食品ラップは日本ではいまだポリ塩化ビニリデン材料の製品が売上高約8割を占めており、これら塩素系プラスチックは焼却に伴いダイオキシン発生の原因となる上、上述のようにリサイクル可能なプラスチックにごく微量（PETの場合100ppm）でも混入するとそのリサイクル材の化学分解を引き起こし品質を低下させるなど、極めて問題が多い。欧米ではラップのみならず食品包装材一般についてポリ塩化ビニル系材料の排除が進んでいるが 、その取り組みが遅れている日本では食品ラップを可能な限り使用しないことが第一の対策となる。一般家庭での取り組みとしてはたとえば電子レンジ加熱時のラップ掛けのかわりに、何か（使い捨てではない）プラスチック製の蓋などで覆う、おにぎりや弁当の包装に食品ラップではなくアルミホイル（アルミ剤はリサイクル可能）を使うなどができる。これらによる食品ラップの生産や廃棄（焼却）に伴う二酸化炭素排出量の削減量は小さくても、上述のように環境やリサイクルプラスチック中への塩素系プラスチックの漏洩を防ぐことで、リサイクルの促進につながる。 

### クローズドループリサイクル
クローズドループリサイクル（一次リサイクルともいう）は循環型経済の一例で、使用済みプラスチックを同じ品質かつ同じタイプの新しい製品に何回でもリサイクルする。例えば使用済みドリンクボトルを再びドリンクボトルに再生する。（1970年代までの日本ではガラスの牛乳瓶やビール大瓶でこれが普通に実践されていた。）理論上は何回でもリサイクルが可能でも、実際には品質の低下なしにプラスチックを継続的にそのままリサイクルすることは、累積的なポリマーの劣化　 と汚れの蓄積のため難しく、2013年の実績ではクローズドループでリサイクルされたプラスチックはわずか2%であった。 クローズドループリサイクルは多くのポリマーについて可能性探索されているが、 これまでのところ唯一の産業的成功例はPETボトルのみであり、 これはポリエチレンテレフタレートはポリマー劣化の修復が比較的容易なことによる。ポリエチレンテレフタレートはその化学構造上、劣化は主にエステル結合の切断であり、これはチェーンエクステンダーと呼ばれる化学薬品（一例：Pyromellitic dianhydride ）により再結合できる。

### オープンループリサイクル

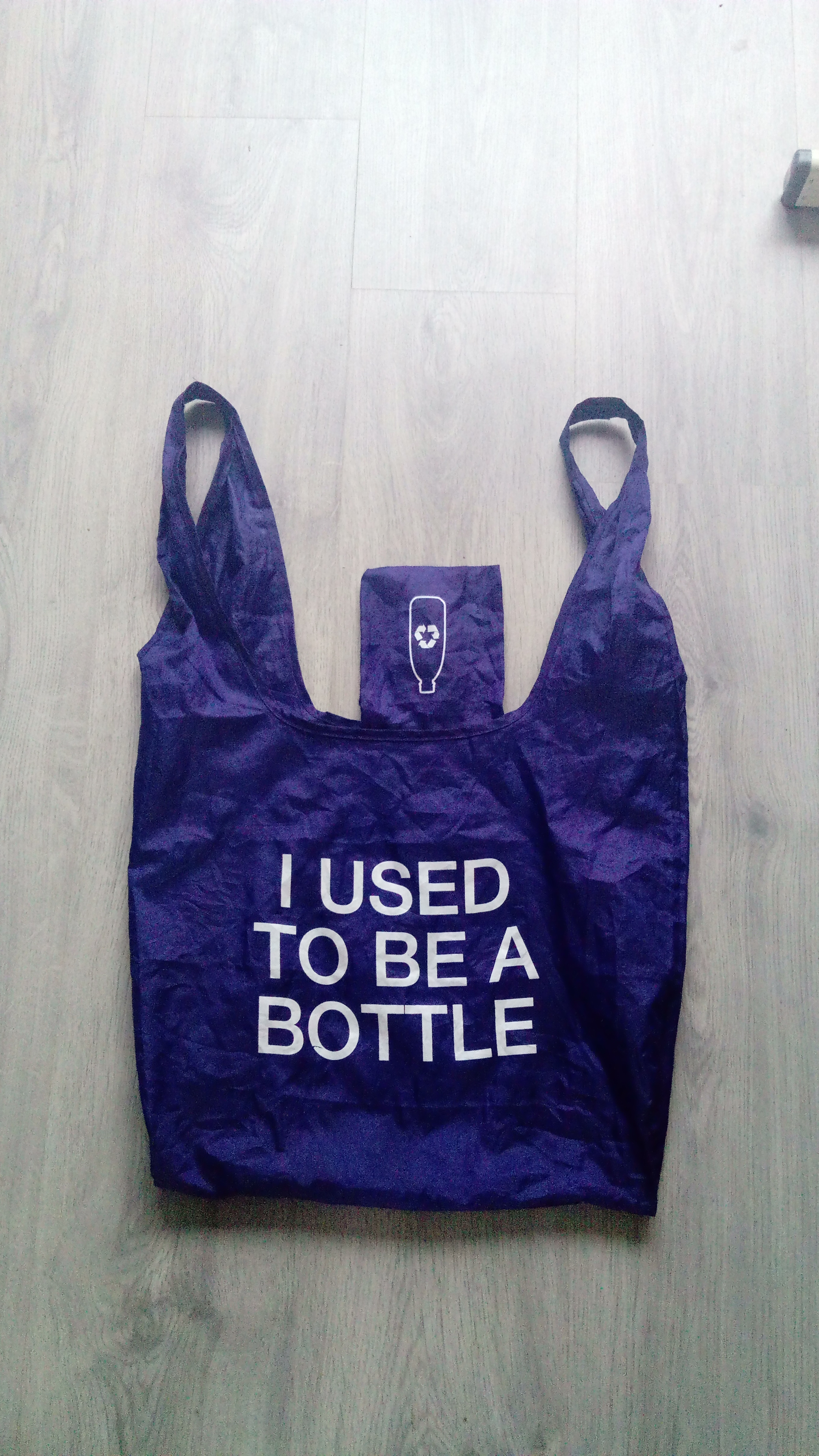
オープンループリサイクリングの一例：リサイクルプラスチックボトルから作られた再利用可能なキャリアバッグ

オープンループリサイクル（二次リサイクル、またはダウンリサイクルともいう）は最も一般的なリサイクルで、  プラスチックの品質はリサイクルの度に低下し最終的にはリサイクルできなくなる。それでも新しいプラスチックの需要を減少させる可能性があることから、 ライフサイクルアセスメントによれば環境上有益とされている。。しかしそれがもともと製造されていなかった不要製品の生産につながると、環境上むしろ有害である。
再生プラスチック品質の低下は、新品のプラスチック材料（バージンプラスチック）と混合溶融することで緩和される。むしろ適切な溶融流動係数を持たせるために新品材料の代替として使用されることもある。 一方品質の低い混合プラスチックは需要は限られてくる。例えば色が褐色系になり、屋外家具やプラスチック製の疑似木材として使用される。強度は弱いが低コストなので、強度確保のため厚い板で生産される。
リサイクルプラスチックを布に変える利用が、家庭用インテリアおよび室内装飾品産業で広がりつつある。PETボトルをフリースや他の繊維生地にリサイクルすることは一般的な例であり、PETリサイクリングの大部分を占めている。  生産される生地のメートルごとに約90本のPETボトルが埋立廃棄されるのを防ぐとされている。そこではボトルは生地を製造する地元で収集され、種類と色によって分別・処理され、フレーク状に粉砕される。これは次いで繊維状に押し出され、その後、テクスチャ加工、糸染めが行われ、難燃性処理が施される。

### 熱硬化性
熱硬化性プラスチックは溶融しないが、その機械的リサイクリングの一方法は、小さな粒子（クラム）に破砕しそれを結合剤で繋げ複合材料を作る。例えば、ポリウレタンは再構成されたクラムフォームとしてリサイクルできる。

### 建設材料
建設材料に回収プラスチックを使用することが増えている。 砕かれたプラスチックは、特定用途では建設骨材や充填材として使用できる。 構造用コンクリートには一般的に適していないが、アスファルトコンクリート、サブベース、再生断熱材としての利用上有益である。 一例がプラスチックロードで、完全にプラスチックでできているか、または大量のプラスチックが組み込まれている。インドでは2021年までに約700 km（435マイル）のプラスチックロードハイウェイが建設されているが、 懸念されるのはそれによる自然環境へのプラスチック添加剤の浸透である。 またプラスチックをさまざまな形でセメント系材料（コンクリートなど）に使用するための試みもある。例えばPETやプラスチックバッグのようなプラスチック材料を密度を上げてから骨材の一部として使用し、PETを重合バインダーとして使用してコンクリートを強化する研究が進められている。

## ケミカルリサイクル
化学的リサイクリング（原料リサイクリング、または三次リサイクリング）ではプラスチック材料ポリマーはそのもともとの原料であった化学的な構成単位（モノマー）に戻し精製され、それから再び新品のプラスチック材料（バージンプラスチック）に化学的に重合される。 この工程で不純物、添加剤、染料、およびポリマー中に存在していた化学結合の欠陥が除去されるため、理論上無限のリサイクリングが可能になる。 しかし実際には、工業的なスケールで信頼性を持ってモノマー分解する化学的技術がすべてのポリマータイプについて存在しているわけではないことと、設備および運転コストが極めて高価なことから、化学的リサイクルは機械的リサイクルよりも未だはるかに一般的ではない。ポリマーのモノマーへの分解、精製、および再重合化は大量のエネルギーを必要とするため、化学的リサイクリングのカーボンフットプリントは通常は機械的リサイクリングよりも大きくなり、地球温暖化防止の観点からはメリットは少ない。 PET、PU、およびPSはポリマーからモノマーへの再分解が化学構造上比較的可能でさまざまな程度で商業的に実施されているが、 PP、HDPE、LDPEなど大半のリサイクルプラスチックであるポリオレフィンタイプポリマーの化学的リサイクリングははるかに困難である。
2018年に、日本では約4％の世界最高の化学的リサイクル率であったが、機械的リサイクリングの23％と比較するとまだまだ低く、 日本よりリサイクル率の高いドイツでさえわずか0.2％と低迷している。

### 熱分解によるもの
PTFE、ポリスチレン、ナイロン6、およびポリメチルメタクリレート（PMMA）などの特定のポリマーは、十分に高温で加熱すると熱分解できる。 原料に含まれる不純物はこの反応の成否を左右するので、高品質の製品を生成するにはよく分別された清浄な回収プラスチックを必要とする。それでもすべての分解反応が完全に効率的であるわけではなく、目的のモノマー以外の副産物が生成するため、熱分解生産物は精製しなくてはならない。ポリスチレンの化学的リサイクリングは世界的には未だ限られている。
混合プラスチック廃棄物は、合成燃料を得るために分解されることがある。液体製品は合成ディーゼル燃料として使用でき、 いくつかの国で商業生産が行われている。 ライフサイクルアセスメントによれば未だ経済的ではないものの、プラスチックから燃料への変換は化石燃料消費を約15％削減できる。分解産物はその原料の廃棄プラスチックよりも高い発熱価を有するが、元の化石燃料よりは低い。
さまざまな変換技術が研究されているが熱分解が最も一般的である 。2024年のGreen Chemistry誌に報告された研究では、プラスチックと地球温暖化ガスの二酸化炭素を組み合わせるというユニークな方法を開発している。二酸化炭素と少量の酸素の混合気をプラズマガスとして使用すると、ポリオレフィンの酸化的熱分解が大気圧条件下溶媒も触媒も用いることなく、脂肪族アルコールが選択的に最大97.6%収率で得られた。用いた二酸化炭素は生成物に変換され取り込まれた形になるので炭素収支としてはネガティブになる点で特筆され、ライフサイクル評価では、地球温暖化係数はプラスチック1キログラムあたり マイナス3.33 ～ マイナス3.07キログラム二酸化炭素等量であるという。
熱のみによる分解は一般的にガスや芳香族化合物を含む炭素原子数が１ないし15の複雑な混合物を生成するのに対し、 性能の良い触媒による分解は、化学構造のわかっている小分子化合物を主として含む組成の比較的単純で価値の高い生成物を与えうる。 2024年のサイエンス誌に掲載された方法では、汎用プラスチックで最も化学的に不活性（すなわち最も化学反応によるリサイクルが困難）なポリエチレン（HDPE、LDPE両方）、ポリプロピレン、およびこれらの混合物の炭素－炭素結合を、シリカ上の酸化タングステンとガンマアルミナ上のナトリウムの単純な組み合わせという安価で地球上に豊富に存在する元素触媒を用い、脱水素化を伴わずに、大量の地球温暖化ガスを排出することなく、320°C で 90% 以上の収率でプロピレンまたはプロピレンとイソブチレンの混合物に解重合することに成功している。実際のプラスチック廃棄物を原料に用いた例では、HDPE製のポリ瓶から92.7%、ポリプロピレン製のサンプルチューブから>95%、LDPE製の食品包装材から81.3%という回収率を達成しており、今後の実用化が期待される。

#### 炭化による炭素回収・リサイクル
炭化は焼却と異なり酸素不足条件下で熱分解し、プラスチックの構成成分のうち大部分の炭素原子を残して他の成分を気化し炭として回収するものである。理論上大気中への二酸化炭素排出量が焼却よりも少ないことから地球温暖化への悪影響が少なく（炭化率100％なら二酸化炭素排出は原理上0%だが実際の炭化率はプラスチックの種類により異なる）、リサイクル不可能なプラスチックでも実施できることから、実用的なプラスチック廃棄物処理法として多くの研究が進められ、実際にハワイの海岸漂着プラスチック廃棄物処理への応用が行われた。問題となるのはポリ塩化ビニルなど塩素を含むプラスチックからは塩化水素が発生し炭化炉を腐食し、大気中に排出すると大気汚染につながることであるが、前処理により先に塩素を除去するなどの方法も開発されている。処理後に残留する炭は各種用途があり商用化されているものもあり、文字通り廃棄物から新たな製品への直接のリサイクルを実現させている。またバイオマスとともに炭化することでバイオ炭の性質を持つ人工バイオ炭を作る研究も数多く行われている。

### 化学反応によるもの
縮合ポリマーと呼ばれるプラスチック材料はエステルやアミドなどの切断可能な化学結合構造を持っており、その部分を選択的に加水分解反応などで切断分解することができる。エステル縮合ポリマーのポリエチレンテレフタラートはその目的で最も重点的に研究されたポリマーであり、 商業規模に達している。　メタノールによるエステル結合分解で回収ポリエチレンテレフタラートを処理する大規模プラントが2023年建設中で、機械的リサイクルでは収集が困難なポリエステル繊維の衣類や絨毯、着色されたボトルでも処理できるとしている。　加水分解やメタノール分解反応などの化学的なプロセスに加え、PETaseのような酵素によって促進されることもあり、酵素応用による技術は熱的および化学的プロセスよりもエネルギーコストが低いが、 すべてのポリマーに使用できるには至っていない。

## サーマルリサイクル

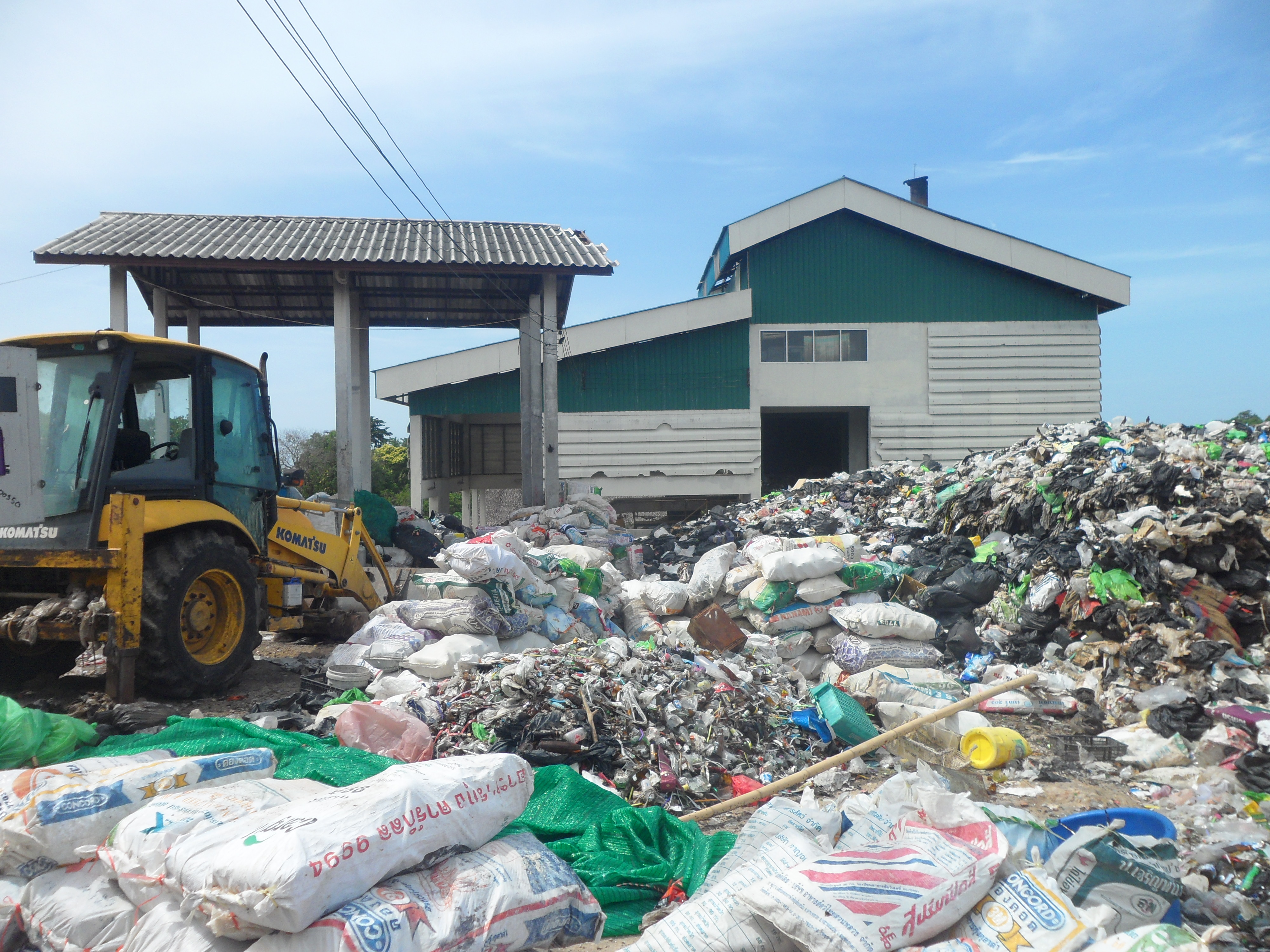
タイ、コ・タオの焼却炉にある大量のプラスチックを含むごみの山。適切な焼却炉はダイオキシンなど焼却による有害な毒素の放出を削減できるが、現実にはすべてのプラスチックが適切な炉で焼却されているわけではない。

大規模な焼却プラントでは、プラスチック、紙、および他の材料が廃棄物からエネルギーを供給する燃料として使用され、合計生産量の約12％が焼却されている。 エネルギー回収（エネルギーリサイクリング、または四次リサイクリング）は、エネルギー生産のために化石燃料の代わりに廃プラスチックを焼却することにすぎず、 プラスチックの生産量削減にはつながらない。日本などの国ではエネルギー回収焼却処分を”サーマルリサイクル”などという名称で呼ぶが、 プラスチックのような化石燃料由来物を温暖化ガスの二酸化炭素にしてしまうことはリサイクルではない。 海外では焼却にリサイクルなどという名称は使わず「廃棄物からエネルギー」であり、　温暖化ガス排出につながることは従来の化石燃料発電となんら変わりないと批判されている。　即ち、エネルギー回収を伴うものであれ、焼却はプラスチック廃棄物の問題を地球温暖化の問題に転嫁しているに過ぎない。このことは少し計算してみれば明らかである。プラスチック廃棄物の焼却から発生する二酸化炭素量について一つの見積もりでは、プラスチック１キログラムあたり二酸化炭素2.9キログラムとなっており、プラスチックの化学構造（炭素含有重量％）からすれば極めて妥当な数字である。　これをもとに日本で2018年に焼却処理されたプラスチック廃棄物683万トン（プラスチック廃棄物総量891万トン ‐ 「真の」リサイクル量208万トン　）を計算すると二酸化炭素1981万トンに達し、当時の日本人人口１億2700万人で割るとプラスチック廃棄物の焼却で排出した二酸化炭素は年に一人当たり156キログラムにもなり、パリ協定の目標達成に必要とされる2030 年までの一人当たりの年間二酸化炭素排出量上限2.3 トンのうち6.8％もの量をプラスチック廃棄物焼却で消費したことになる。
多くの種類のプラスチックは鋼鉄生産においてコークスの代わりに炭素源として使用でき、 日本では年間約20万トンの廃プラスチックがこの目的で焼却されている。
焼却エネルギー回収の利点は、
1）プラスチックの種類ごとの分別どころか一般ゴミからの分別もさほど厳密である必要がないので、収集コストは著しく削減される。
2）焼却エネルギー回収ではない真のリサイクリング（マテリアルリサイクル）は焼却に伴う二酸化炭素や汚染物質の排出はないが、再生可能エネルギーへの投資と比較すると高度なリサイクリングシステムの整備にはより費用がかかる。　
３）リサイクルプラスチックの市場は予期せぬ変動が時折起こる。例えばCOVID-19パンデミックの影響で、一時的にリサイクルプラスチック廃棄物の貿易が減少した。これは廃棄物管理施設での活動の減少、船舶の混乱、低い原油価格により、新品プラスチックのコストが相対的に低下したことによる。　それに対し（焼却エネルギーから得られる）電力の需要は普遍的で予想しやすく、リサイクルプラスチック市場より財政的リスクが低い。
焼却エネルギー回収の欠点は、
１）上記の通り焼却の二酸化炭素排出量が大きい。しかしその地球環境上の望ましさをマテリアルリサイクルに伴うカーボンフットプリントと直接総合的に比較することは難しい。
２）ポリ塩化ビニルなど塩素化プラスチックから発生する塩化水素は設備の腐食や有害なダイオキシンおよびダイオキシン様化合物の生成を引き起こすので、　塩素化プラスチックは除外するか、さもなくば脱塩素設備を含む高度な燃焼炉や排気ガス浄化システムが必要である。 　

## リサイクルプラスチック廃棄物貿易と規制条約の不遵守
富裕国から発展途上国へのリサイクルプラスチック廃棄物の輸出はいたるところで報告されている。1990年代よりプラスチック廃棄物を安価に分別およびリサイクルすることを目的として、富裕国から発展途上国へのプラスチック廃棄物の輸出が始まり、1993年から年間取引は急速に増大した。　そこでは環境政策や税金、廃棄物処理、輸送に関連する政策やコストについての富裕国と発展途上国との間の格差が、プラスチック廃棄物を含む国際取引における重要な決定要因となっている。平易に言い換えれば富裕国から発展途上国に廃棄物とともに資金が移動し、これが発展途上国が富裕国の廃棄物を引き受ける原動力になっている。　受け入れた発展途上国（の廃棄物処理業者）の処理能力を越えた量のリサイクルプラスチック廃棄物が富裕国から輸出された場合、発展途上国では一般に環境法と取り締まりが弱いため、リサイクル名目で輸入しても実際には埋め立てや不法投棄される例が後を絶たず、その発展途上国から海洋へ流出する富裕国由来のプラスチック廃棄物の発生源となりうる。　それにもかかわらず多くの国の政府は「リサイクル目的のため」としてプラスチック廃棄物が輸出入された場合には、実態にかかわらずリサイクルされたものとして集計する。この実態とかけ離れた悪習がプラスチック汚染につながる環境投棄の基礎となっている。
プラスチック廃棄物を輸出した富裕国は、その輸入した発展途上国の経済水準よりも高い原資を支払うことで、自国の廃棄物問題をカネで解決できると同時に、輸入国にとっても現地住民の雇用につながるためこのような悪習が後を絶たず、富裕国は発展途上国民に高収入でもってプラスチック廃棄物を押し付け続けている。その一例として環境保護団体ECOTONの協力によるインドネシアからの2023年の現地レポートで、日本から輸入されたプラスチック廃棄物の処理場で働いている主婦女性が答えているところによると週に9600円の収入があり、これはインドネシア平均月収約29000円の実に1.3倍以上である。  
2016年までに、約14メガトンのプラスチック廃棄物が輸出され、ドイツ、日本、英国、米国などの富裕国が主要な輸出国であった。その大部分は低品質の混合プラスチックであり、最終的には埋立地に投棄されたが、そのうち7.35メガトンを受け入れた中国ではリサイクルプラスチックの需要があり、輸入されたプラスチック廃棄物は主に低技術の処理を受け製造業で広く使用された。
2017年中国はプラスチック廃棄物の輸入を制限し始めた。輸出業者は最終的には主に東南アジアの国々（ベトナム、マレーシア、トルコ、インドなど）への輸出を試みたが、 これに対してインドネシア、マレーシア、タイは不法なプラスチック廃棄物の輸入に対抗するために国境の取り締まりを強化した。不法に輸入されたコンテナは入国を拒否され、結果として港でプラスチック廃棄物が山積みになった。　リサイクルプラスチックの輸出がしだいに困難になっていく実情を受け、製造者の責任を拡張してプラスチック製造業者に課税してリサイクルコストを補助することが提案された。
2019年、プラスチック廃棄物の国際貿易は改正バーゼル条約により規制された。この改正条約の下では、各加盟国はプラスチック廃棄物の輸入を禁止することを決定でき、2021年1月1日以降は一部の混合プラスチック廃棄物も禁止された。　条約の締約国は、環境に配慮した廃棄物管理を確保するために、代替の輸入業者を通じたり、キャパシティを増やしたりすることが求められている。　その規則に従った規定に基づいて、187か国がプラスチック廃棄物の輸出を制限することに合意した。 バーゼル条約の規則に従わない国々との取引は、事前に決定された基準を満たす合意がある場合を除いて禁止されている。 　それにもかかわらず、非営利のバーゼル行動ネットワーク（BAN）による国際貿易データの分析によれば、改正条約発効以来もバーゼル条約の違反が横行している。富裕国はリサイクルインフラが不足している発展途上国に数億トンものリサイクルプラスチックを送りつけ、その多くはその発展途上国で埋め立て、焼却、または自然環境に散乱されている。　東南アジア諸国が海洋へのプラスチック廃棄物流出量の上位を占めることと、国際的なバーゼル条約違反の横行によるアジア諸国へのプラスチック廃棄物輸出は無関係ではない。東南アジア諸国が国内経済の富裕国廃棄物処理への依存度を下げ、中国が実行したようにプラスチック廃棄物の輸入を停止しバーゼル条約の遵守を徹底することで、富裕国が他国に押し付け続けてきたリサイクルプラスチック処理を自国で行わせることは、富裕国が自前のリサイクル技術を向上させインフラを整備し、富裕国由来のプラスチック廃棄物による地球規模の海洋プラスチック汚染を軽減するのに絶対不可欠である。

## 引用
1. 1 2  Al-Salem, S.M.; Lettieri, P.; Baeyens, J. (October 2009). “Recycling and recovery routes of plastic solid waste (PSW): A review”. Waste Management 29 (10):  2625–2643. Bibcode: 2009WaMan..29.2625A. doi:10.1016/j.wasman.2009.06.004. PMID 19577459.
2. ↑  Ignatyev, I.A.; Thielemans, W.; Beke, B. Vander (2014). “Recycling of Polymers: A Review”. ChemSusChem 7 (6):  1579–1593. doi:10.1002/cssc.201300898. PMID 24811748.
3. 1 2 3  Lazarevic, David; Aoustin, Emmanuelle; Buclet, Nicolas; Brandt, Nils (December 2010). “Plastic waste management in the context of a European recycling society: Comparing results and uncertainties in a life cycle perspective”. Resources, Conservation and Recycling 55 (2):  246–259. doi:10.1016/j.resconrec.2010.09.014.
4. 1 2  Hopewell, Jefferson; Dvorak, Robert; Kosior, Edward (27 July 2009). “Plastics recycling: challenges and opportunities”. Philosophical Transactions of the Royal Society B: Biological Sciences 364 (1526):  2115–2126. doi:10.1098/rstb.2008.0311. PMC 2873020. PMID 19528059.
5. ↑  Lange, Jean-Paul (12 November 2021). “Managing Plastic Waste─Sorting, Recycling, Disposal, and Product Redesign”. ACS Sustainable Chemistry & Engineering 9 (47):  15722–15738. doi:10.1021/acssuschemeng.1c05013.
6. ↑  Huffman, George L.; Keller, Daniel J. (1973). “The Plastics Issue”. Polymers and Ecological Problems. pp. 155–167. doi:10.1007/978-1-4684-0871-3_10. ISBN 978-1-4684-0873-7
7. ↑  Andrady, Anthony L. (February 1994). “Assessment of Environmental Biodegradation of Synthetic Polymers”. Journal of Macromolecular Science, Part C: Polymer Reviews 34 (1):  25–76. doi:10.1080/15321799408009632.
8. ↑  Ahmed, Temoor; Shahid, Muhammad; Azeem, Farrukh; Rasul, Ijaz; Shah, Asad Ali; Noman, Muhammad; Hameed, Amir; Manzoor, Natasha et al. (March 2018). “Biodegradation of plastics: current scenario and future prospects for environmental safety”. Environmental Science and Pollution Research 25 (8):  7287–7298. doi:10.1007/s11356-018-1234-9. PMID 29332271.
9. 1 2 3 4 5 6 7  Geyer, Roland; Jambeck, Jenna R.; Law, Kara Lavender (July 2017). “Production, use, and fate of all plastics ever made”. Science Advances 3 (7):  e1700782. Bibcode: 2017SciA....3E0782G. doi:10.1126/sciadv.1700782. PMC 5517107. PMID 28776036.
10. ↑  Jambeck, Jenna, Science 13 February 2015: Vol. 347 no. 6223 (2015). “Plastic waste inputs from land into the ocean”. Science 347 (6223):  768–771. Bibcode: 2015Sci...347..768J. doi:10.1126/science.1260352. PMID 25678662.
11. ↑  “製造業の再生プラスチック使用量に国が目標設定、使用実績の報告義務化も…罰則も検討”. 読売新聞オンライン (2024年6月26日). 2024年6月27日閲覧。
12. ↑  共同通信 (2024年6月27日). “再生プラスチック使用を義務化 製造業対象に目標設定、法改正へ ｜ 共同通信”. 共同通信. 2024年6月27日閲覧。
13. ↑  “ゼロ・ウェイストタウン上勝 | 上勝町ゼロ・ウェイストポータルサイト ZERO WASTE TOWN Kamikatsu” (2021年1月24日). 2024年6月27日閲覧。
14. ↑  47NEWS (2024年6月26日). “埋め立てられる「リサイクル優等生」、徳島市収集のペットボトル大半が再生せず、その理由は…全国最下位影響か ｜ 47NEWS”. 47NEWS. 2024年6月27日閲覧。
15. ↑  “2022年　プラスチック製品の生産・廃棄・再資源化・処理処分の状況　一般社団法人 プラスチック循環利用協会”. 2024－10－13閲覧。 エラー: 閲覧日が正しく記入されていません。
16. ↑  Thushari, G. G. N.; Senevirathna, J. D. M. (1 August 2020). “Plastic pollution in the marine environment” (English). Heliyon 6 (8):  e04709. Bibcode: 2020Heliy...604709T. doi:10.1016/j.heliyon.2020.e04709. ISSN 2405-8440. PMC 7475234. PMID 32923712.
17. ↑  Wichai-utcha, N.; Chavalparit, O. (1 January 2019). “3Rs Policy and plastic waste management in Thailand” (英語). Journal of Material Cycles and Waste Management 21 (1):  10–22. doi:10.1007/s10163-018-0781-y. ISSN 1611-8227.
18. ↑  Mohammed, Musa; Shafiq, Nasir; Elmansoury, Ali; Al-Mekhlafi, Al-Baraa Abdulrahman; Rached, Ehab Farouk; Zawawi, Noor Amila; Haruna, Abdulrahman; Rafindadi, Aminu Darda’u et al. (January 2021). “Modeling of 3R (Reduce, Reuse and Recycle) for Sustainable Construction Waste Reduction: A Partial Least Squares Structural Equation Modeling (PLS-SEM)” (英語). Sustainability 13 (19):  10660. doi:10.3390/su131910660. ISSN 2071-1050.
19. ↑  Zamroni, M.; Prahara, Rahma Sandhi; Kartiko, Ari; Purnawati, Dia; Kusuma, Dedi Wijaya (1 February 2020). “The Waste Management Program Of 3R (Reduce, Reuse, Recycle) By Economic Incentive And Facility Support” (英語). Journal of Physics: Conference Series 1471 (1):  012048. Bibcode: 2020JPhCS1471a2048Z. doi:10.1088/1742-6596/1471/1/012048.
20. ↑  “4R'S - REFUSE, REUSE, REDUCE & RECYCLE” (英語). The Ministry of Infrastructure Cook Islands. 2024年9月23日閲覧。
21. 1 2  “AF&PA Releases Community Recycling Survey Results”. 2012年6月2日時点のオリジナルよりアーカイブ。2013年2月3日閲覧。
22. 1 2  “Life cycle of a plastic product”. Americanchemistry.com. 2010年3月17日時点のオリジナルよりアーカイブ。2012年9月3日閲覧。
23. ↑  Lorraine Chow J, Lorraine (2019年1月25日). “World's Biggest Brands Join Ambitious New Packaging Model”. Ecowatch 2019年1月27日閲覧。
24. ↑  “'Loop' Launches in the U.S., Bringing Customers the Products They Love in a Milkman Model”. Greenmatters (2019年5月21日). 2019年5月27日閲覧。
25. ↑  “Shop”. exploreloop.com. 2023年11月20日閲覧。
26. ↑  “TerraCycle Pickup” (英語). TerraCycle Pickup. 2023年11月7日閲覧。
27. ↑  “Waste reduction: 'Refill just one bottle and cut plastic use'”. BBC News. (2022年1月15日) 2022年2月21日閲覧。
28. ↑  Hildahl, Grace. “Opinion | Stop buying the bottle and embrace the environmentally friendly benefits of refill stations”. The Daily Iowan 2022年2月21日閲覧。
29. ↑  “This UK supermarket is going refillable to help the planet – and save shoppers money” (英語). World Economic Forum 2022年2月21日閲覧。
30. ↑  Hahladakis, John N.; Velis, Costas A.; Weber, Roland; Iacovidou, Eleni; Purnell, Phil (February 2018). “An overview of chemical additives present in plastics: Migration, release, fate and environmental impact during their use, disposal and recycling”. Journal of Hazardous Materials 344:  179–199. doi:10.1016/j.jhazmat.2017.10.014. PMID 29035713.
31. 1 2 3 4  Cimpan, Ciprian; Maul, Anja; Wenzel, Henrik; Pretz, Thomas (January 2016). “Techno-economic assessment of central sorting at material recovery facilities – the case of lightweight packaging waste”. Journal of Cleaner Production 112:  4387–4397. doi:10.1016/j.jclepro.2015.09.011.
32. ↑  Faraca, Giorgia; Astrup, Thomas (July 2019). “Plastic waste from recycling centres: Characterisation and evaluation of plastic recyclability”. Waste Management 95:  388–398. Bibcode: 2019WaMan..95..388F. doi:10.1016/j.wasman.2019.06.038. PMID 31351625.
33. ↑  Antonopoulos, Ioannis; Faraca, Giorgia; Tonini, Davide (May 2021). “Recycling of post-consumer plastic packaging waste in the EU: Recovery rates, material flows, and barriers”. Waste Management 126:  694–705. Bibcode: 2021WaMan.126..694A. doi:10.1016/j.wasman.2021.04.002. PMC 8162419. PMID 33887695.
34. 1 2  “特定容器包装の表示の標準となるべき事項を定める省令 | e-Gov法令検索”. elaws.e-gov.go.jp. 2023年11月21日閲覧。
35. ↑  “令和2年度版上勝町資源分別ガイドブック”. www.kamikatsu.jp. 2023年11月21日閲覧。
36. ↑  Poulsen, Otto M.; Breum, Niels O.; Ebbehøj, Niels; Hansen, Åse Marie; Ivens, Ulla I.; van Lelieveld, Duco; Malmros, Per; Matthiasen, Leo et al. (May 1995). “Sorting and recycling of domestic waste. Review of occupational health problems and their possible causes”. Science of the Total Environment 168 (1):  33–56. Bibcode: 1995ScTEn.168...33P. doi:10.1016/0048-9697(95)04521-2. PMID 7610383.
37. ↑  Driedger, Alexander G.J.; Dürr, Hans H.; Mitchell, Kristen; Van Cappellen, Philippe (2015). “Plastic debris in the Laurentian Great Lakes: A review”. Journal of Great Lakes Research 41 (1):  9–19. Bibcode: 2015JGLR...41....9D. doi:10.1016/j.jglr.2014.12.020.
38. 1 2 3  Ragaert, Kim; Delva, Laurens; Van Geem, Kevin (November 2017). “Mechanical and chemical recycling of solid plastic waste”. Waste Management 69:  24–58. Bibcode: 2017WaMan..69...24R. doi:10.1016/j.wasman.2017.07.044. PMID 28823699.
39. ↑  Bauer, Markus; Lehner, Markus; Schwabl, Daniel; Flachberger, Helmut; Kranzinger, Lukas; Pomberger, Roland; Hofer, Wolfgang (July 2018). “Sink–float density separation of post-consumer plastics for feedstock recycling”. Journal of Material Cycles and Waste Management 20 (3):  1781–1791. doi:10.1007/s10163-018-0748-z.
40. ↑  Hubo, Sara; Delva, Laurens; Van Damme, Nicolas; Ragaert, Kim (2016). Blending of recycled mixed polyolefins with recycled polypropylene: Effect on physical and mechanical properties. AIP Conference Proceedings. 1779. pp. 140006. doi:10.1063/1.4965586.
41. ↑  Bonifazi, Giuseppe; Di Maio, Francesco; Potenza, Fabio; Serranti, Silvia (May 2016). “FT-IR Analysis and Hyperspectral Imaging Applied to Postconsumer Plastics Packaging Characterization and Sorting”. IEEE Sensors Journal 16 (10):  3428–3434. Bibcode: 2016ISenJ..16.3428B. doi:10.1109/JSEN.2015.2449867.
42. ↑  Wu, Guiqing; Li, Jia; Xu, Zhenming (March 2013). “Triboelectrostatic separation for granular plastic waste recycling: A review”. Waste Management 33 (3):  585–597. Bibcode: 2013WaMan..33..585W. doi:10.1016/j.wasman.2012.10.014. PMID 23199793.
43. ↑  Dodbiba, G.; Sadaki, J.; Okaya, K.; Shibayama, A.; Fujita, T. (December 2005). “The use of air tabling and triboelectric separation for separating a mixture of three plastics”. Minerals Engineering 18 (15):  1350–1360. Bibcode: 2005MiEng..18.1350D. doi:10.1016/j.mineng.2005.02.015.
44. ↑  Gundupalli, Sathish Paulraj; Hait, Subrata; Thakur, Atul (February 2017). “A review on automated sorting of source-separated municipal solid waste for recycling”. Waste Management 60:  56–74. Bibcode: 2017WaMan..60...56G. doi:10.1016/j.wasman.2016.09.015. PMID 27663707.
45. ↑  Hollstein, Frank; Wohllebe, Markus; Arnaiz, Sixto (24 October 2015). “Identification and Sorting of Plastics Film Waste by NIR-Hyperspectral-Imaging”. Near Infrared Spectroscopy: Proceedings of the International Conference. doi:10.17648/NIR-2015-34127
46. ↑  Kleinhans, Kerstin; Demets, Ruben; Dewulf, Jo; Ragaert, Kim; De Meester, Steven (June 2021). “Non-household end-use plastics: the 'forgotten' plastics for the circular economy”. Current Opinion in Chemical Engineering 32:  100680. doi:10.1016/j.coche.2021.100680. ISSN 2211-3398.
47. 1 2 3  大日本印刷, DNP. “ケミカルリサイクル普及のメリットと推進における課題を考察”. DNP 大日本印刷株式会社. 2025年3月24日閲覧。
48. ↑  大日本印刷, DNP. “マテリアルリサイクルとは｜日本における普及の課題と解決策”. DNP 大日本印刷株式会社. 2025年3月24日閲覧。
49. ↑  Nikiema, Josiane; Asiedu, Zipporah (April 2022). “A review of the cost and effectiveness of solutions to address plastic pollution” (英語). Environmental Science and Pollution Research 29 (17):  24547–24573. doi:10.1007/s11356-021-18038-5. ISSN 0944-1344. PMC 8783770. PMID 35066854.
50. 1 2  Template:CELEX
51. ↑  “The Association of Plastics Recyclers | APR Design® Guide” (英語). The Association of Plastic Recyclers. 2023年2月24日閲覧。
52. ↑  Environment, U. N. (2021年10月21日). “Drowning in Plastics – Marine Litter and Plastic Waste Vital Graphics” (英語). UNEP - UN Environment Programme. 2022年3月21日閲覧。
53. ↑  Lau, Winnie W. Y.; Shiran, Yonathan; Bailey, Richard M.; Cook, Ed; Stuchtey, Martin R.; Koskella, Julia; Velis, Costas A.; Godfrey, Linda et al. (2020-09-18). “Evaluating scenarios toward zero plastic pollution”. Science 369 (6510):  1455–1461. Bibcode: 2020Sci...369.1455L. doi:10.1126/science.aba9475. hdl:10026.1/16767. PMID 32703909.
54. ↑  “Why plastic recycling is so confusing”. BBC News. (2018年12月18日) 2021年8月6日閲覧。
55. ↑  “Advancing Sustainable Materials Management: 2018 Tables and Figures”.   US_EPA. 2021年11月9日閲覧。
56. 1 2  Ritchie, Hannah; Roser, Max (1 September 2018). “Plastic Pollution”. Our World in Data 2021年9月22日閲覧。.
57. ↑  “Plastics: Material-Specific Data” (英語). www.epa.gov (2017年9月12日). 2021年9月22日閲覧。
58. 1 2 3 4 5  “Plastics facts 2011”. www.plasticseurope.org (2023年6月2日). 2023年11月22日閲覧。
59. ↑  “An Introduction to Plastic Recycling”.   Plastic Waste Management Institute. 2021年9月22日閲覧。
60. ↑  “Waste in Russia: Garbage of valuable resource?” (英語). www.ifc.org. 2023年11月22日閲覧。
61. ↑  Shen, Li; Worrell, Ernst (2014), “Plastic Recycling” (英語), Handbook of Recycling (Elsevier):  pp. 179–190, doi:10.1016/b978-0-12-396459-5.00013-1, ISBN 978-0-12-396459-5 2022年11月13日閲覧。
62. 1 2  Geyer, Roland (2020). Plastic waste and recycling : environmental impact, societal issues, prevention, and solutions. Amsterdam: Academic Press. p. 22. ISBN 978-0-12-817880-5
63. ↑  ポリウレタンは一般的に熱硬化性だが、熱可塑性のものもある。
64. ↑  PP&A はポリエステル、ポリアミド、および（ポリ）アクリレートの頭文字の略で、いずれも合成繊維の製造に使用される。ポリフタルアミド（PPA）と混同しないように注意が必要である。
65. ↑  “Standard Practice for Coding Plastic Manufactured Articles for Resin Identification”. Standard Practice for Coding Plastic Manufactured Articles for Resin Identification.   ASTM International. 2016年1月21日閲覧。
66. ↑  “19”. Holt Chemistry (Florida ed.). Holt, Rinehart, and Winston. (2006). p. 702. ISBN 978-0-03-039114-9. "More than half the states in the United States have enacted laws that require plastic products to be labelled with numerical codes that identify the type of plastic used in them."
67. ↑  Petsko, Emily (2020年3月11日). “Recycling Myth of the Month: Those numbered symbols on single-use plastics do not mean 'you can recycle me'” (英語). Oceana. 2020年10月12日閲覧。
68. 1 2  Scott, Chris. “poly(ethylene terephthalate) information and properties”. PolymerProcessing.com. 2017年7月13日閲覧。
69. 1 2 3 4 5 6  “Modulus of Elasticity or Young's Modulus – and Tensile Modulus for common Materials”. EngineeringToolbox.com. 2017年7月13日閲覧。
70. ↑  “Dyna Lab Corp”. DynaLabCorp.com. 2010年11月22日時点のオリジナルよりアーカイブ。2017年7月13日閲覧。
71. 1 2 3  “Sigma Aldrich”. SigmaAldrich.com. 2017年7月13日閲覧。
72. 1 2  Scott, Chris. “poly(vinyl chloride) information and properties”. PolymerProcessing.com. 2017年7月13日閲覧。
73. 1 2  Modern Plastics Encyclopedia 1999, p B158 to B216. (Tensile modulus)
74. ↑  “Dyna Lab Corp”. DynaLabCorp.com. 2011年9月21日時点のオリジナルよりアーカイブ。2017年7月13日閲覧。
75. ↑  “Wofford University”. LaSalle.edu. 2010年1月11日時点のオリジナルよりアーカイブ。2017年7月13日閲覧。
76. 1 2  Scott, Chris. “polypropylene information and properties”. PolymerProcessing.com. 2017年7月13日閲覧。
77. ↑  “What is Polycarbonate (PC)?”. 2023年11月21日閲覧。
78. ↑  Scott, Chris. “polycarbonate information and properties”. PolymerProcessing.com. 2017年7月13日閲覧。
79. ↑  “polycarbonate information and properties”.   PolymerProcessing.com (2001年4月15日). 2012年10月27日閲覧。
80. ↑  Official Journal of the EC; Commission Decision (97/129/EC) establishing the ID system for packaging materials pursuant to European Parliament & Council Directive 94/62/EC
81. ↑  “パッケージモール®【包装フィルムと環境】プラマーク表示-包装フィルムの基礎知識”. www.package-mall.com. 2023年11月21日閲覧。
82. ↑  “How to Recycle Plastic Bags” (英語). Earth911. 2023年11月21日閲覧。
83. 1 2  “All About Plastic Recycling | NexTrex”. nextrex.com. 2023年11月22日閲覧。
84. ↑  “Store Drop-off - How2Recycle”. how2recycle.info. 2023年11月22日閲覧。
85. ↑  “Does plastic bag recycling from stores like Target, Walmart work or still end up in a landfill?” (英語). ABC7 Chicago (2023年5月23日). 2023年11月22日閲覧。
86. ↑  News, A. B. C.. “We put dozens of trackers in plastic bags for recycling. Many were trashed.” (英語). ABC News. 2023年11月22日閲覧。
87. ↑  Chiu, Allyson (2023年5月22日). “The little-known unintended consequence of recycling plastics” (英語). Washington Post. ISSN 0190-8286 2023年12月20日閲覧。
88. ↑  Paul, Andrew (2023年5月8日). “Recycling plants spew a staggering amount of microplastics” (英語). Popular Science. 2023年5月8日閲覧。
89. ↑  Brown, Erina; MacDonald, Anna; Allen, Steve; Allen, Deonie (2023-05-01). “The potential for a plastic recycling facility to release microplastic pollution and possible filtration remediation effectiveness” (英語). Journal of Hazardous Materials Advances 10:  100309. doi:10.1016/j.hazadv.2023.100309. ISSN 2772-4166.
90. 1 2 3  Schyns, Zoé O. G.; Shaver, Michael P. (February 2021). “Mechanical Recycling of Packaging Plastics: A Review”. Macromolecular Rapid Communications 42 (3):  2000415. doi:10.1002/marc.202000415. PMID 33000883.
91. ↑  Yin, Shi; Tuladhar, Rabin; Shi, Feng; Shanks, Robert A.; Combe, Mark; Collister, Tony (December 2015). “Mechanical reprocessing of polyolefin waste: A review”. Polymer Engineering & Science 55 (12):  2899–2909. doi:10.1002/pen.24182.
92. ↑  Babetto, Alex S.; Antunes, Marcela C.; Bettini, Sílvia H. P.; Bonse, Baltus C. (February 2020). “A Recycling-Focused Assessment of the Oxidative Thermomechanical Degradation of HDPE Melt Containing Pro-oxidant”. Journal of Polymers and the Environment 28 (2):  699–712. doi:10.1007/s10924-019-01641-6.
93. ↑  Aldas, Miguel; Paladines, Andrea; Valle, Vladimir; Pazmiño, Miguel; Quiroz, Francisco (2018). “Effect of the Prodegradant-Additive Plastics Incorporated on the Polyethylene Recycling”. International Journal of Polymer Science 2018:  1–10. doi:10.1155/2018/2474176.
94. ↑  Delva, Laurens; Hubo, Sara; Cardon, Ludwig; Ragaert, Kim (December 2018). “On the role of flame retardants in mechanical recycling of solid plastic waste”. Waste Management 82:  198–206. Bibcode: 2018WaMan..82..198D. doi:10.1016/j.wasman.2018.10.030. PMID 30509582.
95. ↑  Pfaendner, R.; Herbst, H.; Hoffmann, K.; Sitek, F. (October 1995). “Recycling and restabilization of polymers for high quality applications. An Overview”. Angewandte Makromolekulare Chemie 232 (1):  193–227. doi:10.1002/apmc.1995.052320113.
96. ↑  Pfaendner, Rudolf (July 2022). “Restabilization – 30 years of research for quality improvement of recycled plastics Review”. Polymer Degradation and Stability 203:  110082. doi:10.1016/j.polymdegradstab.2022.110082.
97. ↑  Zhang, Cong-Cong; Zhang, Fu-Shen (June 2012). “Removal of brominated flame retardant from electrical and electronic waste plastic by solvothermal technique”. Journal of Hazardous Materials 221-222:  193–198. doi:10.1016/j.jhazmat.2012.04.033. PMID 22575175.
98. ↑  Koning, C (1998). “Strategies for compatibilization of polymer blends”. Progress in Polymer Science 23 (4):  707–757. doi:10.1016/S0079-6700(97)00054-3. hdl:2268/4370.
99. ↑  Vilaplana, Francisco; Karlsson, Sigbritt (14 April 2008). “Quality Concepts for the Improved Use of Recycled Polymeric Materials: A Review”. Macromolecular Materials and Engineering 293 (4):  274–297. doi:10.1002/mame.200700393.
100. ↑  Clarke, Ryan W.; Sandmeier, Tobias; Franklin, Kevin A.; Reich, Dominik; Zhang, Xiao; Vengallur, Nayan; Patra, Tarak K.; Tannenbaum, Robert J. et al. (2023-04). “Dynamic crosslinking compatibilizes immiscible mixed plastics” (英語). Nature 616 (7958):  731–739. doi:10.1038/s41586-023-05858-3. ISSN 1476-4687.
101. ↑  Paci, M; La Mantia, F.P (January 1999). “Influence of small amounts of polyvinylchloride on the recycling of polyethyleneterephthalate”. Polymer Degradation and Stability 63 (1):  11–14. doi:10.1016/S0141-3910(98)00053-6.
102. ↑  “日本の食卓支える家庭用ラップ、60年目の挑戦 ニュースイッチ by 日刊工業新聞社”. ニュースイッチ by 日刊工業新聞社. 2024年10月18日閲覧。
103. ↑  “家庭用ラップ市場じわり変化　ＰＶＤＣ以外が伸長ー化学工業日報”. 2024年10月18日閲覧。
104. ↑  “PVC in PET Bottle Recycling”. 2024年10月20日閲覧。
105. ↑  “"Bye Bye" to PVC in food packaging- once and for all, July 2024”. 2024年10月18日閲覧。
106. ↑  Packaging, L. K.. “Countering the Looming Threats to Plastic Wrap” (英語). www.prnewswire.com. 2024年10月18日閲覧。
107. ↑  “Amid looming PVC bans, a solution for the food industry emerges” (英語). SmartBrief. 2024年10月18日閲覧。
108. 1 2  Eriksen, M.K.; Christiansen, J.D.; Daugaard, A.E.; Astrup, T.F. (August 2019). “Closing the loop for PET, PE and PP waste from households: Influence of material properties and product design for plastic recycling”. Waste Management 96:  75–85. Bibcode: 2019WaMan..96...75E. doi:10.1016/j.wasman.2019.07.005. PMID 31376972.
109. 1 2  “The New Plastics Economy: Rethinking the future of plastics & catalysing action”. www.ellenmacarthurfoundation.org. 2021年5月28日閲覧。
110. ↑  Welle, Frank (September 2011). “Twenty years of PET bottle to bottle recycling—An overview”. Resources, Conservation and Recycling 55 (11):  865–875. doi:10.1016/j.resconrec.2011.04.009.
111. ↑  Schyns, Zoé O. G.; Shaver, Michael P. (February 2021). “Mechanical Recycling of Packaging Plastics: A Review”. Macromolecular Rapid Communications 42 (3):  2000415. doi:10.1002/marc.202000415. PMID 33000883.
112. ↑  Geyer, Roland; Kuczenski, Brandon; Zink, Trevor; Henderson, Ashley (October 2016). “Common Misconceptions about Recycling”. Journal of Industrial Ecology 20 (5):  1010–1017. doi:10.1111/jiec.12355.
113. ↑  Huysman, Sofie; Debaveye, Sam; Schaubroeck, Thomas; Meester, Steven De; Ardente, Fulvio; Mathieux, Fabrice; Dewulf, Jo (August 2015). “The recyclability benefit rate of closed-loop and open-loop systems: A case study on plastic recycling in Flanders”. Resources, Conservation and Recycling 101:  53–60. doi:10.1016/j.resconrec.2015.05.014. hdl:1854/LU-6851927.
114. 1 2  Shen, Li; Worrell, Ernst; Patel, Martin K. (November 2010). “Open-loop recycling: A LCA case study of PET bottle-to-fibre recycling”. Resources, Conservation and Recycling 55 (1):  34–52. doi:10.1016/j.resconrec.2010.06.014.
115. ↑  Gupta, Arvind; Misra, Manjusri; Mohanty, Amar K. (2021). “Novel sustainable materials from waste plastics: compatibilized blend from discarded bale wrap and plastic bottles”. RSC Advances 11 (15):  8594–8605. Bibcode: 2021RSCAd..11.8594G. doi:10.1039/D1RA00254F. PMC 8695198. PMID 35423365.
116. ↑  “News Entry - The Chaise Longue Co.”. www.thechaiselongueco.co.uk. 2023年3月7日閲覧。
117. ↑  Yang, Wenqing; Dong, Qingyin; Liu, Shili; Xie, Henghua; Liu, Lili; Li, Jinhui (2012). “Recycling and Disposal Methods for Polyurethane Foam Wastes”. Procedia Environmental Sciences 16:  167–175. doi:10.1016/j.proenv.2012.10.023.
118. ↑  Zia, Khalid Mahmood; Bhatti, Haq Nawaz; Ahmad Bhatti, Ijaz (August 2007). “Methods for polyurethane and polyurethane composites, recycling and recovery: A review”. Reactive and Functional Polymers 67 (8):  675–692. doi:10.1016/j.reactfunctpolym.2007.05.004.
119. ↑  Khan, Kaffayatullah; Jalal, Fazal E.; Iqbal, Mudassir; Khan, Muhammad Imran; Amin, Muhammad Nasir; Al-Faiad, Majdi Adel (2022-04-23). “Predictive Modeling of Compression Strength of Waste PET/SCM Blended Cementitious Grout Using Gene Expression Programming” (英語). Materials 15 (9):  3077. Bibcode: 2022Mate...15.3077K. doi:10.3390/ma15093077. ISSN 1996-1944. PMC 9102582. PMID 35591409.
120. ↑  Reis, J. M. L.; Carneiro, E. P. (2012-02-01). “Evaluation of PET waste aggregates in polymer mortars” (英語). Construction and Building Materials 27 (1):  107–111. doi:10.1016/j.conbuildmat.2011.08.020. ISSN 0950-0618.
121. ↑  Awoyera, P.O.; Adesina, A. (June 2020). “Plastic wastes to construction products: Status, limitations and future perspective”. Case Studies in Construction Materials 12:  e00330. doi:10.1016/j.cscm.2020.e00330.
122. ↑  “Use of Plastic Waste in Road Construction”
123. ↑  Conlon, Katie (18 April 2021). “Plastic roads: not all they're paved up to be”. International Journal of Sustainable Development & World Ecology 29:  80–83. doi:10.1080/13504509.2021.1915406.
124. ↑  Dębska, Bernardeta; Brigolini Silva, Guilherme Jorge (January 2021). “Mechanical Properties and Microstructure of Epoxy Mortars Made with Polyethylene and Poly(Ethylene Terephthalate) Waste” (英語). Materials 14 (9):  2203. Bibcode: 2021Mate...14.2203D. doi:10.3390/ma14092203. ISSN 1996-1944. PMC 8123358. PMID 33923013.
125. ↑  Thorneycroft, J.; Orr, J.; Savoikar, P.; Ball, R. J. (2018-02-10). “Performance of structural concrete with recycled plastic waste as a partial replacement for sand” (英語). Construction and Building Materials 161:  63–69. doi:10.1016/j.conbuildmat.2017.11.127. ISSN 0950-0618.
126. ↑  Bahij, Sifatullah; Omary, Safiullah; Feugeas, Francoise; Faqiri, Amanullah (2020-07-15). “Fresh and hardened properties of concrete containing different forms of plastic waste – A review” (英語). Waste Management 113:  157–175. Bibcode: 2020WaMan.113..157B. doi:10.1016/j.wasman.2020.05.048. ISSN 0956-053X. PMID 32534235.
127. ↑  Lee, Alicia; Liew, Mei Shan (January 2021). “Tertiary recycling of plastics waste: an analysis of feedstock, chemical and biological degradation methods”. Journal of Material Cycles and Waste Management 23 (1):  32–43. doi:10.1007/s10163-020-01106-2.
128. ↑  Rahimi, AliReza; García, Jeannette M. (June 2017). “Chemical recycling of waste plastics for new materials production”. Nature Reviews Chemistry 1 (6):  0046. doi:10.1038/s41570-017-0046.
129. ↑  Coates, Geoffrey W.; Getzler, Yutan D. Y. L. (July 2020). “Chemical recycling to monomer for an ideal, circular polymer economy”. Nature Reviews Materials 5 (7):  501–516. Bibcode: 2020NatRM...5..501C. doi:10.1038/s41578-020-0190-4.
130. 1 2 3  Vollmer, Ina; Jenks, Michael J. F.; Roelands, Mark C. P.; White, Robin J.; Harmelen, Toon; Wild, Paul; Laan, Gerard P.; Meirer, Florian et al. (September 2020). “Beyond Mechanical Recycling: Giving New Life to Plastic Waste”. Angewandte Chemie International Edition 59 (36):  15402–15423. doi:10.1002/anie.201915651. PMC 7497176. PMID 32160372.
131. 1 2 3  Thiounn, Timmy; Smith, Rhett C. (15 May 2020). “Advances and approaches for chemical recycling of plastic waste”. Journal of Polymer Science 58 (10):  1347–1364. doi:10.1002/pol.20190261.
132. ↑  Kumagai, Shogo; Nakatani, Jun; Saito, Yuko; Fukushima, Yasuhiro; Yoshioka, Toshiaki (1 November 2020). “Latest Trends and Challenges in Feedstock Recycling of Polyolefinic Plastics”. Journal of the Japan Petroleum Institute 63 (6):  345–364. doi:10.1627/jpi.63.345.
133. ↑  “Plastics - the Facts 2020”. PlasticsEurope. 2021年9月1日閲覧。
134. ↑  Kaminsky, W; Predel, M; Sadiki, A (September 2004). “Feedstock recycling of polymers by pyrolysis in a fluidised bed”. Polymer Degradation and Stability 85 (3):  1045–1050. doi:10.1016/j.polymdegradstab.2003.05.002.
135. ↑  Bukkarapu, Kiran Raj; Gangadhar, D. Siva; Jyothi, Y.; Kanasani, Prasad (18 July 2018). “Management, conversion, and utilization of waste plastic as a source of sustainable energy to run automotive: a review”. Energy Sources, Part A: Recovery, Utilization, and Environmental Effects 40 (14):  1681–1692. doi:10.1080/15567036.2018.1486898.
136. ↑  Oasmaa, Anja (2019-06-17). “Pyrolysis of plastic waste: opportunities and challenges”. Pyroliq 2019: Pyrolysis and Liquefaction of Biomass and Wastes (ECI Digital Archives) 2021年6月10日閲覧。.
137. 1 2  Butler, E.; Devlin, G.; McDonnell, K. (1 August 2011). “Waste Polyolefins to Liquid Fuels via Pyrolysis: Review of Commercial State-of-the-Art and Recent Laboratory Research”. Waste and Biomass Valorization 2 (3):  227–255. doi:10.1007/s12649-011-9067-5. hdl:10197/6103.
138. ↑  Rollinson, Andrew Neil; Oladejo, Jumoke Mojisola (February 2019). “'Patented blunderings', efficiency awareness, and self-sustainability claims in the pyrolysis energy from waste sector”. Resources, Conservation and Recycling 141:  233–242. doi:10.1016/j.resconrec.2018.10.038.
139. ↑  Mukherjee, C.; Denney, J.; Mbonimpa, E.G.; Slagley, J.; Bhowmik, R. (1 March 2020). “A review on municipal solid waste-to-energy trends in the USA”. Renewable and Sustainable Energy Reviews 119:  109512. doi:10.1016/j.rser.2019.109512.
140. ↑  Fernández-González, J.M.; Grindlay, A.L.; Serrano-Bernardo, F.; Rodríguez-Rojas, M.I.; Zamorano, M. (September 2017). “Economic and environmental review of Waste-to-Energy systems for municipal solid waste management in medium and small municipalities”. Waste Management 67:  360–374. Bibcode: 2017WaMan..67..360F. doi:10.1016/j.wasman.2017.05.003. PMID 28501263.
141. ↑  Benavides, Pahola Thathiana; Sun, Pingping; Han, Jeongwoo; Dunn, Jennifer B.; Wang, Michael (September 2017). “Life-cycle analysis of fuels from post-use non-recycled plastics”. Fuel 203:  11–22. doi:10.1016/j.fuel.2017.04.070. OSTI 1353191.
142. ↑  Nugroho, Arif Setyo; Chamim, Moch.; Hidayah, Fatimah N. (2018). Plastic waste as an alternative energy. Human-Dedicated Sustainable Product and Process Design: Materials. AIP Conference Proceedings. Vol. 1977. p. 060010. Bibcode:2018AIPC.1977f0010N. doi:10.1063/1.5043022。
143. ↑  Anuar Sharuddin, Shafferina Dayana; Abnisa, Faisal; Wan Daud, Wan Mohd Ashri; Aroua, Mohamed Kheireddine (May 2016). “A review on pyrolysis of plastic wastes”. Energy Conversion and Management 115:  308–326. doi:10.1016/j.enconman.2016.02.037.
144. ↑  Radhakrishnan, Harish; Gnangbe, Samirah; Duereh, Alif; Uday, Sultan Ul Iffat; A, Lusi; Hu, Haiyang; Hu, Hui; Wright, Mark Mba et al. (2024-08-12). “Non-equilibrium plasma co-upcycling of waste plastics and CO2 for carbon-negative oleochemicals” (英語). Green Chemistry 26 (16):  9156–9175. doi:10.1039/D4GC02340D. ISSN 1463-9270.
145. ↑  Kaminsky, W.; Schlesselmann, B.; Simon, C.M. (August 1996). “Thermal degradation of mixed plastic waste to aromatics and gas”. Polymer Degradation and Stability 53 (2):  189–197. doi:10.1016/0141-3910(96)00087-0.
146. ↑  Quesada, L.; Calero, M.; Martín-Lara, M. A.; Pérez, A.; Blázquez, G. (2019-11-01). “Characterization of fuel produced by pyrolysis of plastic film obtained of municipal solid waste” (英語). Energy 186:  115874. doi:10.1016/j.energy.2019.115874. ISSN 0360-5442.
147. ↑  Kumagai, Shogo; Yoshioka, Toshiaki (1 November 2016). “Feedstock Recycling via Waste Plastic Pyrolysis”. Journal of the Japan Petroleum Institute 59 (6):  243–253. doi:10.1627/jpi.59.243.
148. ↑  Aguado, J.; Serrano, D. P.; Escola, J. M. (5 November 2008). “Fuels from Waste Plastics by Thermal and Catalytic Processes: A Review”. Industrial & Engineering Chemistry Research 47 (21):  7982–7992. doi:10.1021/ie800393w.
149. ↑  Miandad, R.; Barakat, M. A.; Aburiazaiza, Asad S.; Rehan, M.; Nizami, A. S. (1 July 2016). “Catalytic pyrolysis of plastic waste: A review”. Process Safety and Environmental Protection 102:  822–838. doi:10.1016/j.psep.2016.06.022.
150. ↑  Rehan, M.; Miandad, R.; Barakat, M. A.; Ismail, I. M. I.; Almeelbi, T.; Gardy, J.; Hassanpour, A.; Khan, M. Z. et al. (1 April 2017). “Effect of zeolite catalysts on pyrolysis liquid oil”. International Biodeterioration & Biodegradation 119:  162–175. doi:10.1016/j.ibiod.2016.11.015.
151. ↑  Conk, Richard J.; Stahler, Jules F.; Shi, Jake X.; Yang, Ji; Lefton, Natalie G.; Brunn, John N.; Bell, Alexis T.; Hartwig, John F. (2024-09-20). “Polyolefin waste to light olefins with ethylene and base-metal heterogeneous catalysts” (英語). Science 385 (6715):  1322–1327. doi:10.1126/science.adq7316. ISSN 0036-8075.
152. ↑  https://www.gitc.pref.nagano.lg.jp/reports/pdf/H27/H27M1.pdf　プラスチックの300℃における炭化過程に関する研究、長野県工技センター研報、2015年
153. ↑  Weldekidan, Haftom; Mohanty, Amar K.; Misra, Manjusri (2022-11-16). “Upcycling of Plastic Wastes and Biomass for Sustainable Graphitic Carbon Production: A Critical Review” (英語). ACS Environmental Au 2 (6):  510–522. doi:10.1021/acsenvironau.2c00029. ISSN 2694-2518. PMC PMC9673229. PMID 36411867.
154. ↑  Chen, Shuiliang; Liu, Zheng; Jiang, Shaohua; Hou, Haoqing (2020-03-25). “Carbonization: A feasible route for reutilization of plastic wastes”. Science of The Total Environment 710:  136250. doi:10.1016/j.scitotenv.2019.136250. ISSN 0048-9697.
155. ↑  “ハワイに日本の炭化技術を！漂着ペットボトルを炭化し、資源循環させる - クラウドファンディング READYFOR”. readyfor.jp. 2023年11月7日閲覧。
156. ↑  Wang, Linzheng; Zhang, Rui-zhi; Deng, Ruiqu; Luo, Yong-hao (2021-02-22). “Oxygen-Induced Enhancement in Low-Temperature Dechlorination of PVC: An Experimental and DFT Study on the Oxidative Pyrolysis Process” (英語). ACS Sustainable Chemistry & Engineering 9 (7):  2835–2843. doi:10.1021/acssuschemeng.0c08667. ISSN 2168-0485.
157. ↑  Kots, Pavel A.; Vance, Brandon C.; Quinn, Caitlin M.; Wang, Cong; Vlachos, Dionisios G. (2023-10). “A two-stage strategy for upcycling chlorine-contaminated plastic waste” (英語). Nature Sustainability 6 (10):  1258–1267. doi:10.1038/s41893-023-01147-z. ISSN 2398-9629.
158. ↑  “株式会社大木工藝 | 環の知産”. ohki-techno.com. 2023年11月7日閲覧。
159. ↑  Weldekidan, Haftom; Mohanty, Amar K.; Misra, Manjusri (2022-11-16). “Upcycling of Plastic Wastes and Biomass for Sustainable Graphitic Carbon Production: A Critical Review” (英語). ACS Environmental Au 2 (6):  510–522. doi:10.1021/acsenvironau.2c00029. ISSN 2694-2518. PMC PMC9673229. PMID 36411867.
160. ↑  Gale, Mark; Nguyen, Peter M.; Gilliard-AbdulAziz, Kandis Leslie (2023-01-10). “Synergistic and Antagonistic Effects of the Co-Pyrolysis of Plastics and Corn Stover to Produce Char and Activated Carbon” (英語). ACS Omega 8 (1):  380–390. doi:10.1021/acsomega.2c04815. ISSN 2470-1343. PMC PMC9835080. PMID 36643465.
161. ↑  Luo, Jiewen; Wang, Qian; Lin, Litao; Zhang, Shicheng; Zhu, Xiangdong (2021-03-29). “Waste Plastics Complement Biochar: Innovative Approach in Curbing Toxicants (KCN/NaCN) in N-Containing Biochar” (英語). ACS Sustainable Chemistry & Engineering 9 (12):  4617–4624. doi:10.1021/acssuschemeng.1c00226. ISSN 2168-0485.
162. ↑  Geyer, B.; Lorenz, G.; Kandelbauer, A. (2016). “Recycling of poly(ethylene terephthalate) – A review focusing on chemical methods”. Express Polymer Letters 10 (7):  559–586. doi:10.3144/expresspolymlett.2016.53.
163. ↑  “Polyethylene terephthalate is an often-recycled plastic, but industry is still seeking major improvements” (英語). Chemical & Engineering News. 2023年11月28日閲覧。
164. ↑  Tournier, V.; Topham, C. M.; Gilles, A.; David, B.; Folgoas, C.; Moya-Leclair, E.; Kamionka, E.; Desrousseaux, M.-L. et al. (April 2020). “An engineered PET depolymerase to break down and recycle plastic bottles” (英語). Nature 580 (7802):  216–219. Bibcode: 2020Natur.580..216T. doi:10.1038/s41586-020-2149-4. ISSN 0028-0836. PMID 32269349.
165. ↑  Wei, Ren; Zimmermann, Wolfgang (November 2017). “Microbial enzymes for the recycling of recalcitrant petroleum‐based plastics: how far are we?”. Microbial Biotechnology 10 (6):  1308–1322. doi:10.1111/1751-7915.12710. PMC 5658625. PMID 28371373.
166. ↑  “Our planet is drowning in plastic pollution. This World Environment Day, it's time for a change”. www.unep.org. 2021年3月27日閲覧。
167. ↑  Singh, Narinder; Hui, David; Singh, Rupinder; Ahuja, I.P.S.; Feo, Luciano; Fraternali, Fernando (April 2017). “Recycling of plastic solid waste: A state of art review and future applications”. Composites Part B: Engineering 115:  409–422. doi:10.1016/j.compositesb.2016.09.013.
168. ↑  “An Introduction to Plastic Recycling in Japan 2019”.   Plastic Waste Management Institute. 2021年5月19日閲覧。
169. ↑  “Plastics: Material-Specific Data” (英語). US EPA (2017年9月12日). 2023年11月21日閲覧。
170. ↑  “サーマルリサイクルが「リサイクルではない」と言われる理由 | 世界のソーシャルグッドなアイデアマガジン | IDEAS FOR GOOD” (2022年3月10日). 2023年11月7日閲覧。
171. ↑  “Directive 2008/98/EC of the European Parliament and of the Council. Article 3: Definitions”. Legislation.gov.uk (2008年). 2021年8月4日閲覧。
172. ↑  Kwon, Serang; Kang, Jieun; Lee, Beomhui; Hong, Soonwook; Jeon, Yongseok; Bak, Moonsoo; Im, Seong-kyun (2023-07-12). “Nonviable carbon neutrality with plastic waste-to-energy” (英語). Energy & Environmental Science 16 (7):  3074–3087. doi:10.1039/D3EE00969F. ISSN 1754-5706.
173. ↑  Schauffler, Marina (2022年2月25日). “Plastics could be creating a surge in waste-to-energy plants’ emissions” (英語). Energy News Network. 2023年11月9日閲覧。
174. ↑  “Waste to Energy – Controversial power generation by incineration” (英語). Clean Energy Wire (2021年5月26日). 2023年11月9日閲覧。
175. ↑  “Is burning plastic waste a good idea?” (英語). Environment (2019年3月12日). 2023年11月9日閲覧。
176. ↑  “Why waste-to-energy incineration is a bad idea and not the answer to NZ’s plastic waste crisis” (英語). Greenpeace Aotearoa. 2023年11月9日閲覧。
177. ↑  https://www.no-burn.org/wp-content/uploads/Plastic-is-Carbon-Oct2021.pdf　Plastic is carbon. Unwrapping the "net zero" myth.
178. ↑  https://www.env.go.jp/content/900515691.pdf　廃プラスチックのリサイクル等に関する 国内及び国外の状況について、環境省　2019年
179. ↑  “COP26: Emissions of rich put climate goals at risk - study” (英語). BBC News. (2021年11月5日) 2023年11月9日閲覧。
180. ↑  “Scientists use plastic to make steel”. CNN.com. 2005年8月12日時点のオリジナルよりアーカイブ。2005年8月10日閲覧。
181. ↑  Nomura, Seiji (March 2015). “Use of Waste Plastics in Coke Oven: A Review”. Journal of Sustainable Metallurgy 1 (1):  85–93. doi:10.1007/s40831-014-0001-5.
182. ↑  Gradus, Raymond H.J.M.; Nillesen, Paul H.L.; Dijkgraaf, Elbert; van Koppen, Rick J. (May 2017). “A Cost-effectiveness Analysis for Incineration or Recycling of Dutch Household Plastic Waste”. Ecological Economics 135:  22–28. doi:10.1016/j.ecolecon.2016.12.021.
183. ↑  Environment, U. N. (2021年10月21日). “Drowning in Plastics – Marine Litter and Plastic Waste Vital Graphics” (英語). UNEP - UN Environment Programme. 2023年11月19日閲覧。
184. ↑  Victorin, K; Stahlberg, M; Ahlborg, U (June 1988). “Emission of mutagenic substances from waste incineration plants”. Waste Management & Research 6 (2):  149–161. doi:10.1016/0734-242X(88)90059-6.
185. ↑  Fukushima, Masaaki; Wu, Beili; Ibe, Hidetoshi; Wakai, Keiji; Sugiyama, Eiichi; Abe, Hironobu; Kitagawa, Kiyohiko; Tsuruga, Shigenori et al. (June 2010). “Study on dechlorination technology for municipal waste plastics containing polyvinyl chloride and polyethylene terephthalate”. Journal of Material Cycles and Waste Management 12 (2):  108–122. doi:10.1007/s10163-010-0279-8.
186. 1 2  Brooks, Amy L.; Wang, Shunli; Jambeck, Jenna R. (June 2018). “The Chinese import ban and its impact on global plastic waste trade”. Science Advances 4 (6):  eaat0131. Bibcode: 2018SciA....4..131B. doi:10.1126/sciadv.aat0131. PMC 6010324. PMID 29938223.
187. ↑  Benson, Emily; Mortensen, Sarah (2021年10月7日). “The Basel Convention: From Hazardous Waste to Plastic Pollution” (英語)
188. ↑  Kellenberg, Derek (1 October 2015). “The Economics of the International Trade of Waste” (英語). Annual Review of Resource Economics 7 (1):  109–125. doi:10.1146/annurev-resource-100913-012639. ISSN 1941-1340.
189. ↑  “Rich countries are illegally exporting plastic trash to poor countries, data suggests” (英語). Grist (2022年4月15日). 2022年7月3日閲覧。
190. ↑  “Trashed: how the UK is still dumping plastic waste on the rest of the world” (英語). Greenpeace UK. 2021年5月20日閲覧。
191. ↑  Bishop, George; Styles, David; Lens, Piet N.L. (September 2020). “Recycling of European plastic is a pathway for plastic debris in the ocean”. Environment International 142:  105893. doi:10.1016/j.envint.2020.105893. PMID 32603969.
192. ↑  “What We Do - ECOTON” (英語) (2022年2月2日). 2024年9月27日閲覧。
193. ↑  Bappa Shota (2023-07-11), 日本から不法輸出されたゴミが溢れるインドネシアの隠された街の現状がとんでもなかった 2024年9月27日閲覧。
194. ↑  Tamai, Kozy (2023年3月8日). “インドネシアの平均年収｜発展著しいインドネシアの給与も”爆上がり”？” (英語). ASIA to JAPAN. 2024年9月27日閲覧。
195. 1 2 3  Environment, U. N. (2021年10月21日). “Drowning in Plastics – Marine Litter and Plastic Waste Vital Graphics” (英語). UNEP - UN Environment Programme. 2022年3月23日閲覧。
196. ↑  Wang, Chao; Zhao, Longfeng; Lim, Ming K; Chen, Wei-Qiang; Sutherland, John W. (February 2020). “Structure of the global plastic waste trade network and the impact of China's import Ban”. Resources, Conservation and Recycling 153:  104591. doi:10.1016/j.resconrec.2019.104591.
197. ↑  “Piling Up: How China's Ban on Importing Waste Has Stalled Global Recycling” (英語). Yale E360. 2020年10月12日閲覧。
198. ↑  Leal Filho, Walter; Saari, Ulla; Fedoruk, Mariia; Iital, Arvo; Moora, Harri; Klöga, Marija; Voronova, Viktoria (March 2019). “An overview of the problems posed by plastic products and the role of extended producer responsibility in Europe”. Journal of Cleaner Production 214:  550–558. doi:10.1016/j.jclepro.2018.12.256.
199. ↑  National Geographic, 30 Oct. 2020, "U.S. Generates More Plastic Trash than Any Other Nation, Report Finds: The Plastic Pollution Crisis Has Been Widely Blamed on a Handful of Asian Countries, But New Research Shows Just How Much the U.S. Contributes"
200. ↑  UN Environment Programme, 12 May 2019 "Governments Agree Landmark Decisions to Protect People and Planet from Hazardous Chemicals and Waste, Including Plastic Waste"
201. ↑  The Guardian, 10 May 2019, "Nearly All Countries Agree to Stem Flow of Plastic Waste into Poor Nations: US Reportedly Opposed Deal, which Follows Concerns that Villages in Indonesia, Thailand and Malaysia Had ‘Turned into Dumpsites’"
202. ↑  Phys.org, 10 May 2019 "180 Nations Agree UN Deal to Regulate Export of Plastic Waste"
203. ↑  “Basel Convention Plastic Waste Amendments”. Secretariat of the Basel Convention. 2023年11月5日閲覧。
204. ↑  “New International Requirements for the Export and Import of Plastic Recyclables and Waste”. EPA (2023年7月10日). 2023年11月5日閲覧。
205. ↑  “Plastic Waste Trade Violations”. Basel Action Network. 2023年11月7日閲覧。
206. ↑  Law, Kara Lavender; Starr, Natalie; Siegler, Theodore R.; Jambeck, Jenna R.; Mallos, Nicholas J.; Leonard, George H. (2020). “The United States' contribution of plastic waste to land and ocean”. Science Advances 6 (44). Bibcode: 2020SciA....6..288L. doi:10.1126/sciadv.abd0288. PMC 7608798. PMID 33127684.
207. ↑  EcoWatch, 18 Mar. 2021 "U.S. Continues to Ship Illegal Plastic Waste to Developing Countries"
208. ↑  Wen, Zongguo; Xie, Yiling; Chen, Muhan; Dinga, Christian Doh (2021-01-18). “China’s plastic import ban increases prospects of environmental impact mitigation of plastic waste trade flow worldwide” (英語). Nature Communications 12 (1):  425. doi:10.1038/s41467-020-20741-9. ISSN 2041-1723.